# Bleach (manga)
Bleach (japonsky ブリーチ, Buríči) je japonská šónen manga, kterou kreslí a píše Tite Kubo. Hlavní postavou je Ičigo Kurosaki, který získá schopnosti Šinigami (japonsky 死神, Šinigami, doslova „Bůh smrti“) od jiné Šinigami, Rukie Kučiki. Rukia ho donutí, aby svou novou moc používal na posílání duší do posmrtného života a k ničení zlých duchů – Hollow.
Od srpna 2001 do srpna 2016 vycházela manga v japonském týdeníku Šúkan šónen Jump; kapitoly byly poskládány do 74 svazků formy tankóbon. Manga byla poté adaptována do podoby animovaného televizního seriálu, jejž vyrobilo Studio Pierrot v letech 2004–2012, dále dvou OVA, čtyř celovečerních animovaných filmů, sedmi rockových muzikálů a mnoha videoher. Od roku 2022 je vysíláno pokračování anime, které pokrývá poslední příběhový oblouk.
V České republice mangu od roku 2012 vydávalo komiksové nakladatelství CREW v překladu Anny Křivánkové. Dohromady vyšlo k říjnu 2024 čtyřicet svazků. Animovaný seriál v Česku vysílala televizní stanice Animax.
V Japonsku bylo celkově prodáno více než 80 miliónů svazků a jde o jednu z nejprodávanějších mang v Japonsku i v USA. Animovaný seriál byl v Japonsku v roce 2006 ohodnocen jako čtvrtý nejoblíbenější a zaujímal přední místo v první desítce nejsledovanějších anime ve Spojených státech v letech 2006-2008. Manga také v roce 2005 obdržela cenu Manga Shogakukan Award v kategorii šónen.

## Děj
Hlavní postavou Bleache je patnáctiletý středoškolák Ičigo Kurosaki, který odmalička vidí duchy. S tím by se dalo ještě žít, ale když potká mladou Šinigami, celý život se mu obrátí vzhůru nohama. Při příchodu do svého pokoje, Ičigo uvidí Rukiu Kučiki, která mu chodí po pokoji a něco si šeptá o tom, že „je to blízko“. Ičigo si prvně myslí, že je to zlodějka a snaží se ji vykopnout z domu. Rukia mu ale vysvětlí, co je zač: Šinigami – ten, jenž řídí tok duší mezi Světem lidí a Soul Society (尸 魂 界 (ソウル • ソサエティ) Sóru Sosaeti). Jednou z jejích povinností je likvidovat Hollowy – zlé zbloudilé duše – a právě ten se zde blízko nachází. Ale nemůže ho najít, protože „něco“ blokuje její smysly. V tu chvíli Ičigo slyší strašný řev a do pokoje mu vchází zraněná Juzu a říká mu, že něco zranilo jejich otce a Karin. (Karin a Juzu jsou Ičigovy malé sestřičky.) Ičigo se vrhá na pomoc a zjišťuje, co je Hollow vlastně zač. Rukia mu pomůže, ale je přitom vážně zraněna. Jediná možnost pro Ičiga, jak zachránit jeho rodinu, je stát se Sběračem duší. Rukia mu musí propíchnout hrudník Zanpakutó (mečem šinigami) a tím mu dá polovinu své duševní síly. Ičigo nezahálí a stává se Šinigami. Nevzal si ale polovinu, nýbrž celou Rukiinu sílu. Rukia si uvědomuje, že to, co bránilo její smysly, byla velký duševní tlak Ičiga. Od té chvíle musí Ičigo převzít Rukiiny povinnosti Sběrače duše a potýkat se s útoky Hollowů.
Během pozdějších dnů, Ičigo zachrání svoji spolužačku Orihime Inoue od útoku jejího bratra, který se stal Hollowem; potká mluvícího papouška a pomůže mu od pronásledování Hollowem; potká záhadného kloboučníka, Kisuke Uraharu, který mu omylem prodá vylepšenou duši, která ztropí neplechu v Ičigově třídě; bude při incidentu, kdy se z tzv. Demi-Hollowa stane Hollow; a setká se s Išidem, který se mu představí jako Quincy, nepřítel Sběračů duší. Z Išidy se vyklube Ičigův spolužák, který už od začátku věděl o jeho schopnostech Sběračů a vyzve Ičiga na souboj. Išida rozbije návnadu a do Karakury (města, kde žije Ičigo) přichází spousta Hollow. Během celé události, Inoue a Čad (další Ičigův kamarád) probouzí svoje schopnosti. Ičigo se dozvídá o historii Quinciů – rasa, která byla zničena Sběračema, protože narušovali rovnováhu mezi Světem lidí a Soul Society. Do Karakury přichází obrovský Hollow, tzv. Menos Grande. Išida a Ičigo se musí spojit, aby ho zahnali.
Později se Ičigo a Išida stanou přáteli. Rukia se uvědomuje, že už byla ve Světě lidí moc dlouho a chce se vrátit do Soul Society. Dříve ale přichází dva silní Sběrači, kteří mají za úkol Rukiu buď polapit nebo zabít. Na pomoc Rukie přichází Išida, ale je poražen jedním ze Sběračů, Rendžim Abaraiem. Přichází také Ičigo, který proti Rendžimu bojuje, ale nevede si o nic lépe. Rendži ho poučuje, že dokonce neví jméno svého meče – při zvolání jména, meč se změní do své originální podoby, která je mnohem silnější – a vyvolává svého Zabimaru, kterým Ičiga sráží k zemi. Ičigo polomrtvý vyvolává svoji silnou duševní sílu a sráží Rendžiho. Na pomoc Rendžimu se přidá druhý Sběrač, Rukiin starší bratr, Bjakuja Kučiki, který nezaznamenatelným útokem poráží Ičiga a odvádí Rukiu do Soul Society.
Když později Rukiu odvedou zpátky do Soul Society, protože předávat síly Šinigami jiným je zakázáno, Ičigo a jeho tři přátelé se rozhodnou ji zachránit. Pomůže jim Kisuke Urahara, majitel malého obchůdku a bývalý kapitán, a také Joruiči, která jde s nimi ve svojí kočičí podobě. Nakonec po mnoha bojích Rukiu zachrání a kapitáni zjistí, že kapitán Aizen, považovaný za zavražděného, Rukiinu popravu zmanipuloval, aby získal Hógjoku, malou, ale nesmírně mocnou věcičku, kterou vytvořil Urahara a která byla až dosud uložena v Rukiině těle. Rukia sice nezemře, ale Aizenovi a jeho pomocníkům, Ičimaruovi a Tósenovi, se povede Hógjoku získat a uprchnout ze Soul Society. Začnou společně tvořit armádu nesmírně silných Hollow, z nichž ti nejsilnější mají lidskou podobu. Nejsilnějších 10 má vytetovaná čísla podle svojí síly a říká se jim Espada. Aizen unese Orihime, aby přilákal Ičiga a jeho přátele do světa Hollow, Hueco Mundo, kde sídlí v paláci Las Noches. Ičigo se samozřejmě vydá ji zachránit, a když se mu to povede, zjistí, že Aizen uzavřel Hueco Mundo, aby Ičigo, jeho přátelé a čtyři kapitáni, kteří se jim vydali na pomoc, uvízli uvnitř a nemohli zasáhnout do bitvy. Aizen totiž chce zničit město, kde Ičigo žije, aby získal klíč k místu, kde žije král Soul Society a mohl ho zabít. Nakonec ale Ičigo Aizena porazí, i když při tom ztratí síly Šinigami. Také se ukáže, že Ičigův otec býval Šinigami.
Aizen se díky Hógjoku dále vyvíjí, Ičigo získá finální formu Getsuga Tenšó a Aizena porazí. Ten, jakožto nesmrtelný, je uvězněn na 18 000 let v Mukenu. Ičigo ztratí své schopnosti, přes rok žije život normálního člověka. Zaplete se se skupinou lidí, kteří mají síly podobné Hollowům, zvanou Fullbringeři. Ičigo získá vlastní Fullbring a za jeho služby při boji proti Aizenovi mu hlavní velitel vrátí moc Šinigami právě včas, aby Ičigo porazil velitele Fullbringerů Gindža.
Po návratu do Soul Society tajemná skupina Quincyů – Wandenreich – vyhlásí Šinigamiům válku. Ičigo se v Hueco Mando utká s Quiligem Opiem (J), členem hlavní skupiny Wandenreichu, Sternritterů. Mezitím se hlavní velitel Jamamoto utká s dvojníkem krále Wandenreichu – Roydem Lloydem. Jamamoto použije svůj Bankai a dvojníka porazí. Skutečný Yhwach toho využije, ukradne Jamamotovi Bankai a zabije ho. O chvíli později se Ičigo vrátí a utká se s Yhwachem. Je však rychle poražen a jeho Zangetsu je zničeno. Je-li Zanpakutó zničeno ve formě Bankai, nedá se již opravit. Kenpači se utká s Unohanou, její minulost krvelačného vraha je odhalena a je nakonec poražena.
Ičigo se setká se svým otcem, který mu poví pravdu o tom, že jeho matka, Quincy, byla otrávena Hollowifikací, Išin se vzdal svých schopností, aby neumřela a v den její smrti zemřela pouze proto, že Yhwach si ukradl od Quincy jejich schopnosti. Ičigo se vydá do paláce Krále duší, kde si vybere nového Asauči a odhalí, že starý muž nebyl Zangetsu, ale manifestace Ičigovy Quincy krve. Nimaja Oetsu Ičigovi vyková nové Zanpakutó, které reprezentuje sílu obou, hollow Ičiga (Zangetsu) a starého muže (Yhwach).
Po ztrátě svých Bankai začnou kapitáni trénovat, Urahara je pozván zpět do Soul Society, aby pomohl získat Bankai zpět. S pomocí Hollowifikačních pilulek Hitsugaja a Sui Feng získají zpět své Bankai a porazí Sternrittery I- Cang Du a K- BG9. Sadžin Komamura, který obětoval své srdce pro získání lidské podoby a dočasné nesmrtelnosti, se utká se Sternritterem E- Bambiettou Basterbine. Ičigo se navrátí do Soul Society a boje zuří v plné síle.
Kensei Muguruma a Ródžuró Otoribaši jsou poraženi Sternritterem S, Mask De Maskulinem. Do Soul Society se vrátí Šinigami s nově získanými Bankai- Rendži Abarai a Rukia Kučiki. Rendži porazí Mask De Maskulina a Rukia Sternrittera F- Ase Nodta. V úkrytu Isane Kotetsu léčí Rose a Kenseje, když se objeví Sternritter V- Guenael Lee a střetne se s Jačiru. Ta použije svůj Zanpakutó a když Guenael prohraje, objeví se pravý Sternritter V- Gremmy Thoumeaux, zabije Rose, Kenseje, Guenaela a po krátkém boji porazí i Jačiru.
Kenpači Zaraki se s Gremmym utká, odhalí svůj Šikai, Gremmy se pokusí získat stejnou úroveň síly, která jeho tělo ale rozerve na kusy. Dívčí divize, Sternritteři T (Kandice Katnipp), Z (Giselle Gewelle), G (Liltotto Lamperd) a P (Meninas McAllon), se střetne s Kenpačim, porazí jej a začne vybíjet jedenáctou divizi. V tu chvíli se vrátí Ičigo, zachrání Kenpačiho a ukáže se silnější než celá dívčí divize Sternritterů. Na pomoc přijdou Sternritteři H (Bazzard Black), U (Nanana Nadžahkóp), L (Pepe Wakadabra) a N (Robert Akutrone), aby Ičiga porazili. Yhwach hodlá napadnout palác Krále duší. Aby jej Ičigo mohl zastavit, Rukia, Bjakuja, Hisagi, Ikkaku a Jumičika se s Sternrittery utkají.
Yhwach se střetne s členy nulté divize, Kirindžim a Sendžumaru, kteří ale nejsou schopní jej porazit, díky Sternritterovi W (Nianzolu Wiezolovi). Yhwach brzy přivolá vojáky Soldatu a proti nulté divizi své elitní stráže- Sternrittery M (Gerard Valkyrie), X (Lille Barro), C (Pernida Parnkgjas) a D (Askin Nak Le Vaar). Člen nulté divize Kirijo Hikifune uvězní Yhwacha i ostatní v Kleci života, odkud není úniku a Oetsu Nimaja vytáhne do boje svůj nejostřejší meč. Yhwach reaguje jednou ze svých největších schopností- Auswählen. Ukradne sílu všech ostatních Sternritterů, aby ji dal svým elitním strážím. Díky své nově získané síle elitní stráže poráží nultou divizi a umožňují Yhwachovi, aby porazil jejího velitele- Ičibe Hjósubeho.
Yhwach aktivuje svou pravou moc, The Almighty, schopnost vidět do budoucna a podmanit si jakoukoliv schopnost, která by proti němu měla být použita. Proti tomu neobstojí ani Ičibeho moc vládnout temnotě a jménům všeho na světě. Yhwach se vydává zabít Krále duší. Když dorazí Ičigo, není schopen Yhwacha porazit, kvůli své Quincy krvy. Když je Král duší zabit, celé Soul Society se bortí. Ukitake použije sílu pravé ruky Krále duší, Mimihagiho, která ho celý život chránila před smrtí ze smrtelné choroby plic. Síla Mimihagiho udrží Krále duší naživu jen do chvíle, než jej Yhwach i s Králem duší pohltí.
Šunsui Kjóraku, nově zvolený velitel Gotei 13 osvobodí Aizena z vězení, v naději že jim pomůže. Yhwach začne se svou mocí předělávat celé Seireitei na Wahrwald, Arrancaři a tři zranění Sternritteři se přidají k Šinigamiům. Bazz-B se utká s Yhwachovým zástupcem Haschwalthem, zatímco Liltotto a Giselle se střetnou s Yhwachem a rychle prohrají. Elitní stráže se zatím utkají s Šinigami. Majuri s pomocí Nemu a svého modifikovaného Bankai porazí Pernidu. Kjóraku se utká s Lillem a použije své Bankai.

## Světy
Tři světy (三界, Sangai ), jsou tři spojené říše, které tvoří většinu známé existence, jmenovitě:
- Svět lidí
- Soul Society (Společenství Duší)
- Hueco Mundo

Vytvořil je Adnyeus, též označován jako Soul King, z Prvotního moře (原初の海, Gensho no Umi) a v tomto procesu byly odděleny „život“ (生, sei ) a „smrt“ (死, shi ). Když byl Adnyeus šinigami zapečetěn, začal fungovat jako základní pilíř pro tyto tři světy.

### Svět lidí
Svět lidí (現世, Gense), také označovaný jako Svět živých , Materiální svět nebo Skutečný svět , je hmotná rovina, kde sídlí živí lidé.
Lidský svět je domovem lidí , Quincy , Visoredů , skupiny Kisuke Urahary a Bountů . Hollowové , kteří normálně sídlí v Hueco Mundo, často navštěvují lidský svět, aby lovili duše , kterými se živí. Prominentní oblasti lidského světa zahrnují město Karakura v západním Tokiu, kde žije Ichigo Kurosaki , jeho rodina a přátelé, město Kagamino , které je 22 km východně od města Karakura,  a město Naruki v jehož Chōbara distriktu má Xcution své sídlo.
Koncentrace Reishi v atmosféře je v lidském světě nižší než v Hueco Mundo a Soul Society. šinigami a Arrancar mohou sbírat Reishi pod nohama, aby stáli, chodili nebo balancovali ve vzduchu. Oblast v lidském světě, která má nejvyšší koncentraci duchovní energie a má nejvyšší míru přitahování duchovních bytostí, je označována jako Jūreichi (重霊地, Důležitá duchovní půda). Přesná poloha této oblasti se v průběhu času mění, ale v současnosti je to město Karakura.
šinigami jsou pravidelně rozmístěni v lidském světě. Povinnosti takových šinigami zahrnují hledání a odesílání duší do Soul Society a zabíjení Hollowů za účelem ochrany lidí a duší. šinigami zůstane v lidském světě po stanovenou dobu. Rukia Kuchiki byla oficiálně umístěna ve městě Karakura po dobu jednoho měsíce,  i když ve skutečnosti zůstala mnohem déle. Ve městě Karakura je vždy pouze jeden šinigami. Příležitostně jsou skupiny studentů z Akademie Shin'ō poslány do Světa lidí, aby získali zkušenosti s povinnostmi, které budou muset vykonávat, až se stanou plnohodnotnými šinigami, příkladem je praxe pohřbívání duší, kterou vedl Shūhei Hisagi , Izuru. Kira , Renji Abarai a Momo Hinamori.
Když šinigami přijdou do lidského světa, jejich Reiryoku (霊力, Duchovní tlak) může nepatřičně ovlivnit místní obyvatelstvo, pokud neudrží svou moc pod kontrolou.  Neschopnost uplatňovat takovou kontrolu může probudit síly žijících lidí, kteří mají nějakou duchovní sílu, jak ukazuje nedostatek kontroly Ichiga Kurosakiho, který je obviňován z ovlivnění jeho přátel. šinigami jsou vázáni zákony Soul Society, aby neubližovali lidem a nezasahovali do nich. Rukia Kuchiki je zatčena za porušení těchto zákonů. Kapitáni a poručíci, kteří cestují do lidského světa, mají na svých schopnostech umístěnu pečeť, označovanou jako omezovač, která může obsahovat až 80 % jejich síly, i když ji lze v případě nouze odstranit. To omezuje jejich duchovní sílu na úroveň, na které nebudou náhodně ovlivňovat lidské obyvatele.

### Soul Society

#### Přehled
Soul Society je posmrtný život (také nazývaný duchovní svět). Zde také žijí šinigami a přebývá zde většina Duší , dokud nejsou reinkarnovány zpět do lidského světa.
Zatímco Rukia Kuchiki zpočátku popisuje Soul Society jako něco jako ráj, kde je devětkrát z deseti lepších než svět živých a hlad není nikdy problém,  Soul Society má k vznešenosti daleko. Ve skutečnosti, kromě zpomaleného stárnutí a zmiňovaného nedostatku hladu, je život ve světě živých hodně podobný.
Soul Society se skládá z Rukongai (, Město toulavých duší ; Viz " Rukon District "), kde žijí duše, když dorazí do Soul Society, a Seireitei, který je v centru Soul Society. Způsob života zde velmi připomíná feudální Japonsko.
Lidský svět a Společnost duše jsou vzájemně paralelní a jsou dvěma stranami stejné mince. Rodiny, které oddělila smrt, se ve Společenství duší jen zřídka sjednotí, pokud do Společnosti duší nedorazí společně. Duše nikdy nedostane hlad (pokud nemá duchovní schopnosti) a stárnutí se do značné míry zpomalí, přičemž délka života 2000 nebo více let není neslýchaná, ačkoli takové délky života jsou omezeny na šinigami nebo jiné duše. s vysokým duchovním tlakem. Děti se mohou narodit takové, jaké jsou v lidském světě . Duše zde mohou být také zabity jako lidé ve svetě lidí, i když jsou schopni přežít zranění, která by normálně byla považována za smrtelná. Duše, která zemře v Soul Society, se reinkarnuje na Zemi jako nový člověk bez vzpomínek na své předchozí životy.

#### Vstup do Společenství duší
Šinigami vstupuje a opouští Soul Society odemknutím brány Senkaimon a použitím Jigokuchō .  Duše na druhou stranu vstupují do Soul Society prostřednictvím rituálu Konsō .  Když lidé zemřou, je jim přiděleno číslo části Soul Society podle toho, kdy zemřeli.  Duchové se mohou zrodit ve Společnosti duší stejně jako v živém světě, přičemž šinigami působí tak, aby vyrovnal počet duší v každém světě.
Vetřelci mohou projít branou Senkaimon stejným způsobem, ale pouze ve formě duše. To umožňuje postavám, jako je Ichigo v jeho podobě šinigami, vstoupit bez povolení.  Lidé mohou také použít takovou bránu pomocí Reishihenkanki (, Spirit Exchangers ), který přeměňuje pevnou hmotu na Reishi .
Hollowové mohou také přímo vytrhnout díru do Soul Society z Hueco Mundo, nebo v případě Arrancar vstoupit pomocí brány nazývané Garganta.

#### Vláda

##### Soul King
Soul Society je udržována Soul Kingem , zbožštěnou entitou, jejíž existence je klíčová pro rovnováhu světa, protože reguluje tok duší do a ze Soul Society, přičemž správu posmrtného života přenechává Centrálním 46 a šlechtickým rodům. Soul King žije v Královském paláci v dimenzi oddělené od samotné Soul Society a chráněné Královskou gardou .  Král má specifický systém „zvláštních povinností“, které jsou aktivně vykonávány, ale přesná povaha těchto povinností není známa.  Dimenze je přístupná pouze pomocí Ōken (, Královský klíč ).  Předpokládané umístění tohoto Ōkenu je předáváno ústně z jednoho kapitána-velitele Gotei 13 na dalšího, bývalým držitelem je Genryūsai Shigekuni Yamamoto .  Podle Rangiku Matsumoto většina šinigami krále nikdy neviděla.

##### Šlechta
Další součástí vlády jsou šlechtické rody, zejména Čtyři šlechtické rodiny (, Yondai Kizoku ; lit. „Four Great Noble Families“), které jsou považovány za nejvyšší ze všech. Všechny nižší šlechtické domy slouží jednomu ze čtyř.

##### Justice
Centrála 46 slouží královské rodině šinigami. Tvoří ji 40 mudrců a 6 soudců vybraných z celé Soul Society. Jsou utěsněni v enklávě v Seireitei zvané Seijōtōkyorin, do kterých nesmí vstoupit nikdo jiný bez ohledu na jejich vojenský nebo civilní status. Působí jako nejvyšší soudní organizace, jejíž autorita jí dává přímou kontrolu nad právním systémem. Zabývají se všemi rozsudky o šinigami a duších, které porušily zákazy. Jejich rozkazy jsou absolutní a nebylo známo, že by bylo zrušeno žádné rozhodnutí.

##### Zákony
- Konečným zákonem je udržovat rovnováhu.

- Je proti zákonu, aby šinigami dával svou duchovní sílu lidem.

- Je proti zákonu pro šinigami používat zakázané Kidō .

- Spáchat vraždu je v rozporu se zákonem.

- Je proti zákonu zabít člověka, který šinigami nedostal příkaz zabít.

- Je zakázáno, aby šinigami získával nebo se pokoušel získat schopnosti podobné Hollow .

- Je v rozporu se zákonem, aby šinigami opustil svá přidělená místa.

- Je v rozporu se zákonem, aby šinigami podnikal nepovolené výlety do lidského světa.

- Pro šinigami je protizákonné nosit své Zanpakutō, když jsou uvnitř jejich Gigai v lidském světě.

- Je proti zákonu, aby si šlechta jako klan Kuchiki vzala ty, kteří pocházejí z Rukongai.

- Je proti zákonu, aby se Gotei 13 vměšovali do záležitostí šlechtických rodin, pokud dotyčná rodina neporuší jeden ze zákonů Soul Society nade vší pochybnost.

- Ztráta posvátného předmětu je zločin.

- Je proti zákonu pro šinigami tasit jejich Zanpakutō kolem Senzaikyū . To však lze obejít, pokud to vedoucí kapitán dovolí.

- Je v rozporu se zákonem pozměňovat záznamy Dangai .

- Všechny modifikované duše musí být sešrotovány.

### Trest
- Vyhnanství : Některé zločiny umožňují potrestání vyhnanství, obyčejně zbaví šinigami jejich pravomocí a vyženou je do světa lidí.

- Zadržení : Trest, který není mezi občany Soul Society příliš známý, je zadržení šinigamiho . Je běžně vyhrazeno pro ty, kteří buď porušili zákon, opustili Gotei 13, nebo pro ty, kteří se jen zdají nebezpeční a duševně labilní (podle výkladu vlády). To provádí Onmitsukidō.

- Uvěznění : Central 46 může odsoudit šinigami k držení v centrální velké podzemní věznici (, shin'ōchikadaikangoku ) po stanovenou dobu. Věznice má osm úrovní, ve kterých jsou vězni uvězněni na základě závažnosti jejich zločinů. Za použití zakázaných technik Kidō byl Tessai Tsukabishi odsouzen k vězení v Shugo (, Gathering Group ), 3. úroveň podzemního vězení.  Za zločin zrady byl Sōsuke Aizen odsouzen k 20 000 letům vězení v Mukenu (, Voided Space ), 8. a poslední úroveň podzemního vězení pod kasárnami první divize .

- Zapečetění : Pokud odpadlík šinigami vzdoruje zatčení a ukáže se, že je příliš silný na to, aby byl zadržen nebo popraven, bylo by zvoleno, aby byl zapečetěn, aby se zabránilo dalšímu poškození. Kōga Kuchiki a Baishin byli oba zapečetěni, když se pomstili proti šinigami, kteří je poslali zabít.

V Soul Society jsou známé dvě formy popravy:
- Spirit-Sealing Pit : Spirit-Sealing Pit je starodávná forma popravy, při které jsou zločinci šinigami uvrženi do jámy obezděné skálou sekki sekki – typem kamene, který pohlcuje duchovní sílu a brání těm, kteří jsou poblíž, aby jejich síly používali. Následně jsou hozeni do jámy se zločinci jako prostředek popravy. Tato praxe byla považována za příliš barbarskou a přestala se používat a jámy na pečetění duchů byly přeměněny na skládky odpadu.

- Sōkyoku (, Twinned Punishment ): „Nejvyšší trest“, Sōkyoku je forma popravy obvykle vyhrazená pro ty s extrémně silnými duchovními silami, jmenovitě pro kapitány šinigami. Sōkyoku je obří halapartna, která při kontaktu naprosto zničí duši. Po propuštění na sebe Sōkyoku vezme podobu fénixe, jeho skutečnou podobu, zvanou Kikōō .  Kikōō má destruktivní sílu miliónu Zanpakutō a tato síla je násobena faktorem 10 v okamžiku, kdy probodne svou oběť .Sōkyoku bylo zničeno kapitány Jūshirō Ukitake a Shunsui Kyōraku .

#### Vojenství
Ozbrojené síly Soul Society se skládají ze tří nezávislých hlavních větví: Gotei 13 , Kidō Corps a Onmitsukidō .

##### Gotei 13
Gotei 13 (Goteijūsantai ; 13 Division Imperial Guards nebo 13 Court Guard Squads v anglicky dabované verzi) je organizace, ke které se většina šinigami připojí po absolvování Akademie Shin'ō . Je rozdělena do třinácti divizí (odtud název), přičemž několik divizí má určité specializace. 4. divize je lékařská divize, 11. divize je bojová divize a 12. divize je výzkumná/vědecká divize. 9. divize má na starosti povinnosti související s novinami a časopisy. Není jasné, zda jsou ostatní divize specializované, protože čtyři výše uvedené jsou jediné, kterým se kromě svých členů věnuje nějaká významná pozornost. Navíc je třeba poznamenat, že Suì-Fēng má na starosti 2. divizi a Onmitsukidō. Zdá se, že Gotei 13 má určitou nadřazenost a malou autoritu nad dvěma dalšími větvemi (tj. Suì-Fēng, vrchní velitel Onmitsukidō a Tessai Tsukabishi, bývalý náčelník Grand Kidō).

##### Královská garda
Královská garda, známá také jako Zero Division, se skládá z bývalých kapitánů Gotei 13, kteří jsou zodpovědní za ochranu Soul Kinga. Každý člen této skupiny byl oceněn Soul Kingem za to, že významně přispěl k rozvoji Soul Society a byl povýšen do Královské gardy za své příslušné úspěchy. Protože sloužit a chránit Krále je jejich primárním účelem, Královská garda nezasahuje do záležitostí Gotei 13 ani nehraje aktivní roli v obraně Společenství duší před vnějšími hrozbami. Také přijímají rozkazy pouze od Soul Kinga a královské rodiny; Central 46 nad nimi nemá žádnou kontrolu.

##### Kidō Corps
V současné době je málo informací o Kidō Corps (Kidōshū) (v angličtině známý jako Kidō Force) kvůli utajení, ve kterém působí.  Všichni členové vynikají v Kido .

##### Onmitsukidō
Existuje jen málo informací o operacích Onmitsukidō. V současné době je vede Suì-Fēng , který je také kapitánem druhé divize Gotei 13 . Na obou postech nahradila Joruiči Šihóin .

### Hueco Mundo
Hueco Mundo (虚圏, Wekomundo ; Španělština pro „ Dutý svět “, japonština pro „ Dutá koule “) je alternativní svět, ve kterém obvykle žijí Hollows a Arrancars .

#### Přehled
Neměnná noc pokrývá oblohu, nekonečná bílá poušť pokrývá zemi. Stromovité předměty nejsou rostliny, ale spíše minerály podobné křemenu.
Krajina Hueco Mundo je zdánlivě nekonečná bílá poušť s množstvím dun, posetých balvany. V Hueco Mundo je měsíc v opačné lunární fázi než v lidském světě. Zdá se, že rozlehlá poušť postrádá jakékoli vodní plochy a obsahuje skalnaté útvary. Stejně jako v Soul Society, je i zde atmosféra naplněna vysokou koncentrací Reishi , což umožňuje menším Hollows získat výživu navzdory nedostatku lidských duší.
Podobně jako v pouštích lidského světa se zdá, že aktivního života v Hueco Mundo je málo. Hollowové se obvykle zdržují pod povrchem nebo v jiných oblastech, dokud je něco nevyprovokuje k opuštění úkrytu, jako je vniknutí cizí entity. Podle šinigami přebývají všichni Hollowové v Hueco Mundo bez ohledu na jejich tvar, velikost nebo sílu.

#### Vstup do Hueco Mundo
Hueco Mundo se nachází mezi lidským světem a společností duše , i když je odděleno od hraniční dimenze známé jako Dangai . Lze k němu přistupovat procházením Garganty , prázdnoty mezi světy, kterou mohou protnout Hollows, což jim umožňuje cestovat do jakékoli jiné dimenze podle libosti.

#### Vojenství
Hueco Mundo nemá žádnou formální vládu. V Hueco Mundo má moc nejsilnější bytost. Pokud neexistuje žádný konkrétní vůdce nebo organizace, Hueco Mundo běží jako obvykle.
| Vojsko Hueco Mundo | |
| Jednotka           | Popis jednotky |
| Espada             | Deset nejsilnějších Arrancarů. Hodnoceno 0 až 9 na základě jejich bojových schopností. Jejich hodnosti mají vytetované na těle. |
| Fracción           | Arrancar, který slouží pod Espadou. Espada může mít tolik Fracción, kolik chce.                                                 |
| Privaron Espada    | Arrancar byl zbaven jejich hodnosti Espada a dostal hodnost Tres Cifras .                                                       |
| Exequias           | Jednotka zodpovědná za likvidaci vetřelců v Las Noches.                                                                         |

## Rasy
Mimo živé lidské bytosti existuje mnoho ras . Níže je jejich stručné vysvětlení.
| Živé bytosti                                                                                  | |
| Člověk (人間, Ningen )                                                                        | Lidé jsou normální, živí lidé, z nichž většina nemůže duchy žádným způsobem vidět ani cítit. Jeden z 50 000 lidí je médium s určitým vědomím blízkých duchů, ale pouze třetina z nich je dokáže vidět jasně a pouze nejsilnější z médií jsou schopni s duchy mluvit nebo se jich dotýkat. Určití jedineční lidé mají přirozeně jak schopnost vnímat, tak sílu s nimi bojovat. Obyčejní lidé mohou získat schopnost interakce s duchy tím, že stráví čas u velkého zdroje duchovní energie.                                                                                          |
| Fullbringer (完現術者 (フルブリンガー), Furuburingā ; japonsky „ Full Manifestation Artist “) | Fullbringers jsou jiným druhem lidí, protože jsou to živé bytosti, které jsou duchovně vědomé a narodily se se stejnojmennou schopností Fullbring, která jim umožňuje manipulovat s dušemi, které sídlí ve veškeré fyzické hmotě. Jejich síly jsou tvořeny Hollow Reiryoku . |
| Quincy (滅却師 (クインシー), Kuinshī ; japonsky „ Mnich zkázy “)                              | Quincy jsou duchovně vědomé živé bytosti, které používají zbraně složené z duchovní energie k zabíjení Hollowů. Quincy absorbuje a usměrňuje energii Reishi ze svého okolí k boji, duši Hollow zcela vyhladí, místo aby ji očistil a poslal do Soul Society. Tato metoda narušuje rovnováhu vesmíru, protože když jsou duše zničeny, počet duší vstupujících a opouštějících Soul Society nemůže zůstat stejný. Tento problém přiměl šinigami před 200 lety vyhladit většinu Quincy.                                                                                                |
| Duchové                                                                                       | |
| šinigami (死神, Bůh smrti ; Viz " Soul Reaper ")                                              | Šinigami jsou duše s vnitřní duchovní silou, rekrutované z řad obyvatel a šlechty Soul Society. Jako všechny duchy je normální lidé nemohou detekovat. šinigami používají své Zanpakutō , nadpřirozené meče, které jsou projevem síly jejich vlastníků, k provádění pohřbů duší. šinigami také používá Zanpakutō a magii známou jako Kidō k boji s Hollows. |
| Visored (仮面の軍勢 (ヴァイザード), Vaizādo ; japonsky „ Masked Army “)                       | Skupina šinigami, kteří získali síly Hollow „nelegálními“ prostředky, společně s těmito silami získali odnímatelné masky Hollow a přístup k určitým Hollow schopnostem. |
| Hollow (虚 (ホロウ), Horō )                                                                   | Hollowové jsou zlí duchové, kteří normálně sídlí v Hueco Mundo , ale cestují do lidského světa, aby se živili dušemi živých i mrtvých. Stejně jako šinigami jsou i Hollowové vytvořeni z duchovní hmoty a běžní lidé je nemohou detekovat. Zatímco většinu Hollowů může překonat průměrný šinigami, jsou někteří, kteří svou silou překonávají i ty nejelitnější šinigami. Všichni normální Hollowové nosí bílé masky a mají díru tam, kde bývalo jejich srdce. |
| Arrancar (破面 (アランカル), Arankaru ; španělsky „ To Tear Off “, japonsky „ Rpped Mask “)   | Arrancar jsou evolucí Hollow, kterým se odlomila část jejich masky Hollow. Rozbitím svých masek získají tito Hollows schopnost uvažovat, někdy získají humanoidní podobu a získají přístup k silám podobným šinigami, jako je jejich vlastní Zanpakutō . |
| Duch Zanpakutō (斬魄刀の本体, Zanpakutō no Hontai ; rozsvíceno „ Látka meče řezače duše “)    | Duch ztělesňující šinigamiho Zanpakutō, který sídlí ve vnitřním světě jejich pána. Duch Zanpakutō je součástí jejich duše šinigami a jejich vzhled a schopnosti jsou toho odrazem. Existují v páru se svým pánem; rodí se spolu se svými šinigami a umírají s nimi. Síla Ducha Zanpakutō je oddělená od síly jejich vlastníka, a když šinigami čerpá z této síly navíc ke své vlastní, jejich Zanpakutō se ještě posílí. Přebývají ve vnitřních světech svých mistrů šinigami. |
| Gikon (義魂, Umělé duše )                                                                     | Umělé duše jsou druhem duší masově vyráběným šinigami. Vydávají se ve formě pilulek a používají se k vytlačení duše šinigami z jejich Gigai během vleklých pobytů v lidském světě a také k vystěhování duší, které po smrti odmítají opustit jejich těla. Přicházejí s předem naprogramovanou osobností, která oživuje hostitelské tělo, dokud se majitel nevrátí. |
| Modifikované duše (改造魂魄, Kaizō Konpaku )                                                  | Série experimentálních duší autorizovaných a vytvořených výzkumníky šinigami. Známé jako Modified Souls , tyto bytosti byli zamýšleni k lovu Hollow tím, že vlastnili lidská těla bez duše a zvyšovali jejich fyzocké dovednosti (například sílu nebo rychlost). Šinigami se rozhodli projekt zrušit kvůli nelidskosti nucení mrtvých těl k boji a nařídili zničení všech modifikovaných duší. |
| Ostatní                                                                                       | |
| Transcendentní bytosti                                                                        | "Transcendentní bytosti" jsou bytosti, které různými prostředky postoupily za hranice jiných ras. Mezi takové příklady patří Soul King , Yhwach díky absorbování sil Soul Kinga, Sōsuke Aizen prostřednictvím Hōgyoku a Ichigo Kurosaki kvůli tomu, že je kříženec všech ras. |
| Vystoupení v jiných médiích                                                                   | |
| Bount (バウント, Baunto )                                                                     | The Bounts jsou klanem lidských bytostí s vysokou duchovní energií a zvláštními schopnostmi. Byli náhodně vytvořeni vědci šinigami, kteří se snažili vytvořit věčný život. Bounti se živí lidskými dušemi, aby přežily; teoreticky by tak Bount mohl žít věčně. Ačkoli mají přísné pravidlo konzumovat pouze duše mrtvých, poslední skupina Bountů se rozhodla vysát duše z živých lidí, aby se stala silnější. Každý Bount používá v boji „ panenku “, typ známého ducha, který má své vlastní jedinečné speciální schopnosti. Pokud je panenka zničena, je zničen i její majitel. |
| Tōjū (刀獣, Sword Beasts )                                                                    | Duchové Zanpakutō, kteří ztratili své majitele a nyní bloudí, ztraceni a zmateni. |
| Blank (欠魂 (ブランク), Buranku ; japonsky „ Wan/Lacking Soul “)                              | Blankové jsou duše, které ztratily své vzpomínky a sídlí v Údolí výkřiků . Blankové jsou instinktivně přitahováni vzpomínkami. Ganryū z Temných chtěl použít Blanks ve spiknutí ke zhroucení lidského světa a Soul Society dohromady tím, že je nalákal se Sennou , alias Shinenju (vzpomínkový růženec). |
| Togabito (咎人, Offenders ; Viz " Sinners ")                                                  | Togabitové jsou obyvatelé pekla . Tyto bytosti jsou vybaveny četnými řetězy po celé délce jejich těl, které je uvězní v Pekle. |
| Kushanāda (クシャナーダ, Kushanāda )                                                          | Kushanāda jsou strážci pekla . |

## Postavy

### Ičigova parta

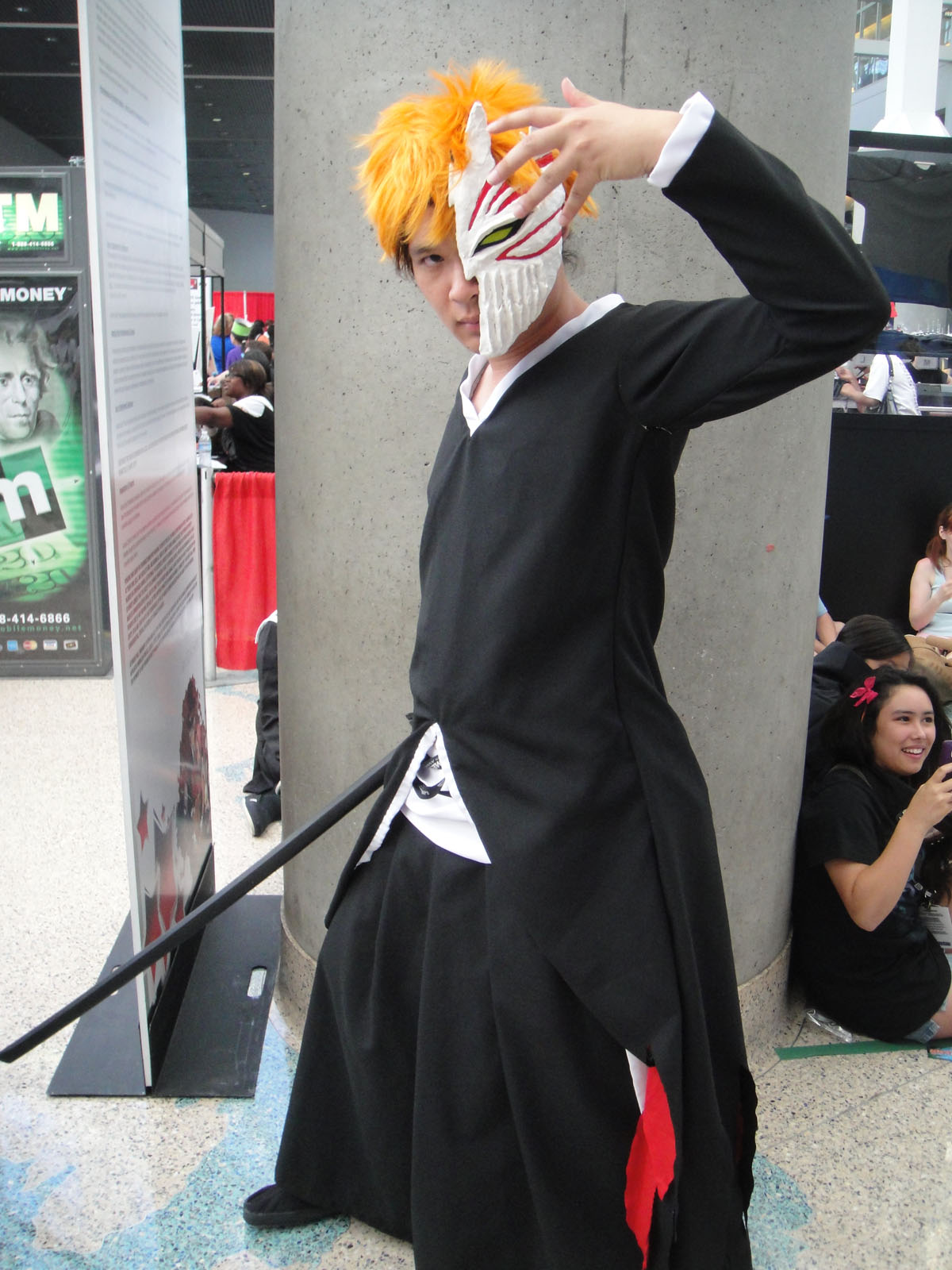
Cosplay Ičiga Kurosakiho

- Ičigo Kurosaki (黒崎一護, Kurosaki Ičigo) – vznětlivý, tvrdohlavý a drzý puberťák, který si nenechá nic líbit. Přitom má ale srdce na pravém místě, velmi mu záleží na kamarádech a rodině a udělal by pro ně cokoli. Když shodou okolností získá od Rukie Kučiki sílu šinigami, ukáže se, že je přirozený talent co se týče rozvíjení těchto nově nabytých schopností a postupně se stane mnohem silnějším než bývala Rukia. Ičigova matka Masaki zemřela při útoku Hollowa, když byl ještě malý chlapec, a tak teď Ičigo žije jen s otcem Išinem Kurosakim, výstředním majitelem miniaturní soukromé nemocnice, a dvěma mladšími sestrami Karin a Juzu. Karin má stejně jako zpočátku on poněkud vyvinuté mimosmyslové vnímání, svoji schopnost vidět duchy ale přede všemi zapírá a sama ji odmítá považovat za reálnou. Nejmladší Juzu takové schopnosti nemá, zato v rodině přebírá roli po starostlivé matce. Ičigovo zanpakutó se jmenuje Zangecu. Když poprvé získal od Rukii schopnosti šinigami, byl jeho meč pouze relativně slabé, ale i tak velké, nesoustředěné množství Rukiiny duševní síly. Měl vzhled obrovské katany. Když se Ičigo naučil pravé jméno svého zanpakutó, změnil se v obrovský nůž bez násady, pouze s kovovým koncovým výstupkem omotaným látkou. Ičigův meč je bojový typ. Ičigovo zanpakutó je typ konstantního vyvolání. Nemá zapečetěnou formu, je neustále ve své formě Šikai. Dokáže využít Ičigovu duševní sílu k vytvoření silné vlny reiacu i na dlouhou vzdálenost s obrovskou silou. Tento útok je známý jako Gecuga Tenšó. Ičigovo Bankai, Tensa Zangecu, soustředí všechnu svou sílu do malé formy černého meče a poskytuje tak Ičigovi jak posílený útok Gecuga Tenšó, tak intenzivní schopnost vysokorychlostního boje. Když bylo jeho Bankai rozbito, Ičigo zjistil, že jeho Zangecu nebylo ve skutečnosti zanpakutó, ale zděděná fúze jeho schopností Šinigami a Hollow. Nimaja Oecu mu vykoval zanpakutó s použitím skutečného Asauči. Jeho skutečné zanpakutó má vzhled dvou oddělených zbraní. Mohutný černý, noži podobný meč, stejně dlouhý jako Ičigo, reprezentuje jeho Šinigami a Hollow schopnosti. Malý černý nůž pak reprezentuje jeho Quincy schopnosti. Zangecu má v této formě stejné schopnosti. Jeho Gecuga Tenšó je ale černá a mnohem silnější.

- Jasutora Sado (茶渡泰虎, Sado Jasutora) – Ičigův kamarád a spolužák, jemuž se také říká přezdívkou Chad (チャド, Čado). Je napůl Japonec a napůl Mexičan. Poté, co mu zemřeli rodiče, žil několik let v Mexiku u svého dědečka Oskara, který je již také po smrti. Přestože je Chadovi teprve patnáct let, má výšku a vzhled dospělého. Je nemluvný, neuvěřitelně silný a velmi loajální. Jeho Fullbring je Brazo Derecha de Gigante (Pravá ruka obra) a Brazo Isquierda del Diablo (Levá ruka ďábla)

- Orihime Inoue (井上織姫, Inoue Orihime) – spolužačka Ičiga. Po smrti rodičů ji vychovával starší bratr Sora, který ale také zemřel, dokonce kvůli starosti o svoji sestru nebyl jako duch schopen opustit reálný svět včas a určitou dobu prožil jako Hollow. Orihime teď žije sama. Působí plaše a bojácně, ačkoli je poněkud upovídaná a také mlsná. Hógjoku jí obdařilo schopností Šun Šun Rikka, která jí s pomocí šesti duchů v její sponce umožňuje doslova zamítat určité aspekty reality. Může útočit odmítnutím vazeb hmoty, bránit se zamítáním útoků před ní a léčit zamítáním zranění. Snaží se jakýmkoliv zraněním předcházet a neustále všechny chránit, ale jak to tak bývá, není příliš úspěšná.

- Urju Išida (石田雨竜, Išida Urjú) – Ičigův spolužák. Je velmi inteligentní, dobrý stratég, ale všechno bere snad až příliš vážně. Od svého dědečka Sókena Išidy zdědil a zejména rozvinul umění Quincyů, i přes ostrý nesouhlas svého otce. Přestože jako Quincy považuje šinigami za nepřátele, s Ičigem se přátelí a navzájem se respektují. Pro Urjúa je velmi důležitá "hrdost Quincyů" a s oblibou zdůrazňuje, že po dědečkově smrti je teď právě on poslední Quincy. Jeho dědeček byl zabit Hollowy a jeho duši následně zničil při jednom ze svých experimentů kapitán 12. jednotky Majuri Kurocuči, proto Urjú toužil po pomstě.

### Šinigami

#### Gotei 13

##### První jednotka

###### Kapitán první jednotky
- Jamamoto Genrjúsai Šigekun (山本元柳斎重國, Jamamoto Genrjúsai Šigekuni) – bývalý kapitán 1. jednotky a zároveň velitel všech 13 jednotek. Je to nejstarší a také nejmocnější šinigami, jehož ohnivé zanpakutó jménem Rjúdžin Jakka (Plynoucí meči-podobný plamen)nemá sobě rovného. Jeho Bankai se jmenuje Zanka no Tači (Meč dohořívajících plamenů). Při uvolnění zahalí hranu meče i Jamamota v žáru slunce, který nejenže způsobuje ohromné horko napříč celým Soul Society, ale zničí cokoliv, čeho se dotkne. Mimo to také Jamamotovi umožňuje přivolat kostry těch, které zabil svým ohněm, aby bojovali proti jeho protivníkovi.

| Jméno:      | Jamamoto Genrjúsai Šigekun (山本元柳斎重國, Jamamoto Genrjúsai Šigekuni) |
| ----------- | ------------------------------------------------------------------------ |
| Narozeniny: | 21. leden                                                                |
| Výška:      | 5'5"/ 165 cm                                                             |
| Váha:       | 115 lbs./ 52,2 Kg                                                        |
| Afilace:    | Gotei 13, První jednotka                                                 |
| Zanpakutō:  |                                                                          |
| Shikai:     | Ryūjin Jakka                                                             |
| Bankai:     | Zanka no Tachi                                                           |

- Shunsui Sakuranosuke Jirō Kyōraku (京楽 次郎 総蔵佐 春水, Kyōraku no Jirō Sakuranosuke Shunsui ) je kapitán velitel Gotei 13 a bývalý kapitán 8. divize. Je známý svou uvolněnou a nenucenou povahou, často nosí tradiční růžové kimono přes svůj shinigami oděv, což mu dodává uvolněný vzhled. Přestože působí líně a bezstarostně, je mimořádně zkušený bojovník a brilantní stratég s hlubokým smyslem pro zodpovědnost vůči Soul Society. Jeho Zanpakutō, Katen Kyōkotsu, má schopnosti manipulovat s pravidly reality prostřednictvím her, což z něj dělá nebezpečného soupeře. Shunsui je také známý svou laskavostí, moudrostí a melancholickým postojem k válce a smrti, částečně kvůli ztrátám, které v průběhu svého dlouhého života zažil.

| Jméno:      | Šunsui Kjóraku (京楽春水, Kjóraku Šunsui) |
| ----------- | ----------------------------------------- |
| Narozeniny: | 11. července                              |
| Výška:      | 6'3½"/ 192 cm                             |
| Váha:       | 191 lbs/ 87 kg                            |
| Afilace:    | Gotei 13, První jednotka                  |
| Zanpakutō:  |                                           |
| Shikai:     | Katen Kyōkotsu                            |
| Bankai:     | Katen Kyōkotsu: Karamatsu Shinjū          |

###### Poručík první jednotky
- Čódžiró Sasakibe, je bývalý poručík první jednotky, který jako jediný ze všech zástupců nosí bílý plášť jako kapitáni a účastní se kapitánských porad, jinak se ale příliš neprojevuje. Jeho meč se jmenuje Gonrjomaru (Přísný duch). V šikai se přeměňuje v rapír. V bankai, Kokó Gonrjó Rikjů (Třpytivá královská vila přísného ducha), vytváří mohutnou báň reiryoku ukotvenou v zemi několika blesky, s jedním bleskem šplhajícím do nebe. Toto bankai vytváří ohromné množství reiatsu, mění počasí a umožňuje Čódžiróvi sesílat na nepřítele mocné blesky.

| Jméno:      | Čódžiró Tadaoki Sasakibe (雀部 長次郎 忠息, Sasakibe Chōjirō Tadaoki) |
| ----------- | --------------------------------------------------------------------- |
| Narozeniny: | 4. listopad                                                           |
| Výška:      | 5'10½"/ 179 cm                                                        |
| Váha:       | 146 lbs./ 66 kg                                                       |
| Afilace:    | Gotei 13, První jednotka                                              |
| Zanpakutō:  |                                                                       |
| Shikai:     | Gonryōmaru                                                            |
| Bankai:     | Kōkō Gonryō Rikyū                                                     |

- Nanao Ise (伊勢七緒, Ise Nanao ) je spoluporučíkem první divize Gotei 13 pod vedením svého strýce, kapitána Shunsui Kyōraku , a viceprezidentky Asociace žen Shinigami . Dříve také sloužila jako poručík osmé divize .

| Jméno:      | Nanao Ise (伊勢七緒, Ise Nanao ) |
| ----------- | -------------------------------- |
| Narozeniny: | 7. července                      |
| Výška:      | 5'4½"/ 164 cm                    |
| Váha:       | 106 lbs/ 48 kg                   |
| Afilace:    | Gotei 13, První jednotka         |
| Zanpakutō:  |                                  |
| Shikai:     | Shinken Hakkyōken                |
| Bankai:     | -                                |

- Genshirō Okikiba (沖牙 源志郎, Okikiba Genshirō ) byl dříve 3. sídlem 1. divize v Gotei 13 pod kapitánem-velitelem Genryūsai Shigekuni Yamamotem [  a v současnosti je 3. poručíkem v Gotei 1. pod kapitánem-velitelem Shunsui Kyōraku . Sdílí pozici s Nanao Ise .

| Jméno:      | Genshirō Okikiba (沖牙 源志郎, Okikiba Genshirō ) |
| ----------- | ------------------------------------------------- |
| Narozeniny: | -                                                 |
| Výška:      | -                                                 |
| Váha:       | -                                                 |
| Afilace:    | Gotei 13, První jednotka                          |
| Zanpakutō:  |                                                   |
| Shikai:     | Neznámý                                           |
| Bankai:     | Dosud nedosaženo                                  |

##### Druhá jednotka

###### Kapitán druhé jednotky
- Sui Feng (ソイフォン, Sui Feng) – kapitánka 2. jednotky. Dříve byla osobní strážkyní Joruiči Šihóin, ke které dosud velmi vzhlíží. Její zanpakutó se jmenuje Suzumebači (Sršeň), v šikai se mění v malý bodec na její ruce, který zabíjí dvěma ranami do stejného místa. Její Bankai se jmenuje Džakuhou Raikouben (Sršní hřmící bič) a umožňuje jí zabít soupeře jedinou ranou extrémně silné zlaté rakety.

| Jméno:      | Sui Feng (ソイフォン, Sui Feng) |
| ----------- | ------------------------------- |
| Narozeniny: | 11. únor                        |
| Výška:      | 4'11"/ 150 cm                   |
| Váha:       | 83 lbs/ 38 kg                   |
| Afilace:    | Gotei 13, Druhá jednotka        |
| Zanpakutō:  |                                 |
| Shikai:     | Suzumebachi                     |
| Bankai:     | Jakuhō Raikōben                 |

###### Poručík druhé jednotky
Zástupcem Soi Fon je mohutný a ne zrovna bystře působící Marečijo Oomaeda. Jeho Zanpakutó je Gegecuburi (Pětitvará hlava), která se v Šikai mění v obrovskou kouli s bodci na řetězu.
| Jméno:      | Marečijo Oomaeda (大前田 日光田郎右衛門 美菖蒲介 希千代, Ōmaeda Nikkōtarōemon Yoshiayamenosuke Marechiyo) |
| ----------- | --- |
| Narozeniny: | 5. květen                                                                                                 |
| Výška:      | 6'10½"/ 210 cm                                                                                            |
| Váha:       | 332 lbs/ 151 kg                                                                                           |
| Afilace:    | Gotei 13, Druhá jednotka                                                                                  |
| Zanpakutō:  | |
| Shikai:     | Gegetsuburi                                                                                               |
| Bankai:     | zatím nemá                                                                                                |

- Joruiči Šihóin (四楓院夜一, Šihóin Joruiči) – bývala hlavou jednoho ze čtyř hlavních šlechtických rodů ve Soul Society a kapitánkou 2. jednotky, ale poté, co pomohla uprchnout neprávem odsouzenému Kisuke Uraharovi, musela odejít do exilu. Je specialistkou na techniku super-rychlého pohybu zvanou šunpo a na boj beze zbraně. Může na sebe podle potřeby brát podobu černého kocoura. Jméno nebo schopnosti její Zanpakutó nejsou známy.

| Jméno:      | Joruiči Šihóin (四楓院 夜一, Shihōin Yoru'ichi) |
| ----------- | ----------------------------------------------- |
| Narozeniny: | 1. leden                                        |
| Výška:      | 5'1½"/ 156 cm                                   |
| Váha:       | 93 lbs/ 42 kg                                   |
| Afilace:    | -                                               |
| Zanpakutō:  |                                                 |
| Shikai:     | neznámé                                         |
| Bankai:     | neznámé                                         |

##### Třetí jednotka

###### Kapitán třetí jednotky
- Gin Ičimaru (市丸ギン, Ičimaru Gin) – kapitán 3. jednotky. Je vždy zpodobňován s očima zdánlivě zavřenýma a úsměvem od ucha k uchu, který však nevyvolává dojem veselí, ale spíše toho, že jeho majitel je velmi nebezpečný muž. Nikdy není úplně jisté, jestli to, co říká, myslí vážně. Jeho meč se jmenuje Šinsó (Kopí smrti) a má schopnost prodlužovat se až na stonásobek své délky. Jeho Bankai se jmenuje Kamišini no Jari (Bohobijecké kopí) a je nejrychlejší a nejdelší známý Zanpakutó. Dokáže se prodloužit na 13 kilometrů v desetině vteřiny a zanecháním úlomku své čepele v soupeři zničit jeho buňky.

| Jméno:      | Gin Ičimaru (市丸ギン, Ičimaru Gin)    |
| ----------- | -------------------------------------- |
| Narozeniny: | 10. září                               |
| Výška:      | 6'1"/ 185 cm                           |
| Váha:       | 152 lbs/ 69 kg                         |
| Afilace:    | Gotei 13, třetí jednotka, Aizen Sósuke |
| Zanpakutō:  |                                        |
| Shikai:     | Shinsō                                 |
| Bankai:     | Kamishini no Yari                      |

- Rōjūrō Ōtoribashi (鳳橋楼十郎, Ōtoribashi Rōjūrō ; Viz Rōjūrō Ohtoribashi ), běžněji označovaný jako Rose (ローズ, Rōzu ), je kapitánem 3. divize Goi a 3. Visoru . Jeho poručík je Izuru Kira . Byl také kapitánem před více než 100 lety před svým vyhnanstvím a po bitvě proti Sōsuke Aizenovi byl znovu dosazen na své staré místo.

| Jméno:      | Rōjūrō Ōtoribashi (鳳橋楼十郎, Ōtoribashi Rōjūrō) |
| ----------- | ------------------------------------------------- |
| Narozeniny: | 17. březen                                        |
| Výška:      | 6'1½"/ 187 cm                                     |
| Váha:       | 161 lbs/ 73 kg                                    |
| Afilace:    | Gotei 13, třetí jednotka, Visoredi                |
| Zanpakutō:  |                                                   |
| Shikai:     | Kinshara                                          |
| Bankai:     | Kinshara Butōdan                                  |

###### Poručík třetí jednotky
Jeho zástupcem je Izuru Kira, čestný Šinigami, který vypadá, jako by byl neustále v depresi. Je oddaný svému veliteli a rozhodnutý za všech okolností splnit svou povinnost, ačkoliv o ní leckdy sám pochybuje. Jeho zanpakutó se jmenuje Wabisuke (Ubožák) a v Šikai všechno, čeho se dotkne čepel, zdvojnásobí svoji váhu.
| Jméno:      | Izuru Kira (吉良 イヅル, Kira Izuru) |
| ----------- | ------------------------------------ |
| Narozeniny: | 27. březen                           |
| Výška:      | 5'8"/ 173 cm                         |
| Váha:       | 123 lbs/ 56 kg                       |
| Afilace:    | Gotei 13, třetí jednotka             |
| Zanpakutō:  |                                      |
| Shikai:     | Wabisuke                             |
| Bankai:     | zatím nemá                           |

##### Čtvrtá jednotka

###### Kapitán čtvrté jednotky
- Recu Unohana (卯ノ花烈, Unohana Recu) – kapitánka 4. jednotky, která se specializuje na léčení. Laskavá a velmi schopná žena. Ačkoli vypadá poměrně mladě, ve skutečnosti patří mezi nejstarší šinigami (z kapitánů je starší než ona zřejmě jen kapitán Jamamoto). U podřízených i kolegů má přirozený respekt. Unohana bývala krvelačnou šinigami, milovala boj, ale dokud se neobjevil Kenpači Zaraki, nikdo nedokázal Unohanu porazit. Její zanpakutó se jmenuje Minazuki (Maso skápějící hrdlo) a v Šikai má podobu velké zelené manty, která umí létat a jejíž žaludeční šťávy mají léčivé účinky. Její Bankai je rovněž Minazuki (Všeho konec). Při vyvolání vytváří velké množství rudé tekutiny, její schopnosti ale nejsou přesně známé.

| Jméno:      | Recu Unohana (卯ノ花烈, Unohana Recu) |
| ----------- | ------------------------------------- |
| Narozeniny: | 21. duben                             |
| Výška:      | 5'2½"/ 159 cm                         |
| Váha:       | 99 lbs/ 45 kg                         |
| Afilace:    | Gotei 13, čtvrtá jednotka             |
| Zanpakutō:  |                                       |
| Shikai:     | Minazuki                              |
| Bankai:     | Minazuki                              |

- Isane Kotetsu (虎徹 勇音, Kotetsu Isane ) je aktuální kapitánkou 4. divize a bývalý poručík pod vedením kapitánky Recu Unohany . Její poručík je její mladší sestra Kiyone Kotetsu , bývalá 3. přísdící 13. divize . Její zanpakutó se jmenuje Itegumo, ale její schopnosti zatím nejsou známy.

| Jméno:      | Isane Kotetsu (虎徹 勇音, Kotetsu Isane ) |
| ----------- | ----------------------------------------- |
| Narozeniny: | 2. srpen                                  |
| Výška:      | 6'1½"/ 187 cm                             |
| Váha:       | 154 lbs/ 70 kg                            |
| Afilace:    | Gotei 13, čtvrtá jednotka                 |
| Zanpakutō:  |                                           |
| Shikai:     | Itegumo                                   |
| Bankai:     | Neodhaleno                                |

###### Poručík čtvrté jednotky
- Kiyone Kotetsu (虎徹 清音, Kotetsu Kiyone ) je poručík čtvrté divize pod její sestrou Isane Kotetsu . Je také bývalým spoludůstojníkem 3. křesla třinácté divize v Gotei 13 pod vedením kapitána Jūshirō Ukitake .

| Jméno:      | Kiyone Kotetsu (虎徹 清音, Kotetsu Kiyone ) |
| ----------- | ------------------------------------------- |
| Narozeniny: | 22. září                                    |
| Výška:      | 5'0½"/ 154 cm                               |
| Váha:       | 94,6 lbs/ 43 kg                             |
| Afilace:    | Gotei 13, čtvrtá jednotka                   |
| Zanpakutō:  |                                             |
| Shikai:     | Neznámý                                     |
| Bankai:     | Dosud nedosaženo                            |

- Hanataró Jamada (山田花太郎, Jamada Hanataró) –spolu třetí a bývalý sedmý důstojník 4. jednotky, který se rozhodne pomoci Ičigovi při záchraně Rukie. Hanataró není bojovník, nýbrž léčitel. Jde o vcelku komickou postavu, která je ale odhodlaná bojovat pro správnou věc. Jeho zanpakutó je Hisagomaru. V zapečetěné formě je to meč s červeným indikátorem v čepeli. Při kontaktu Hisagomaru neubližuje, ale léčí. Každé zranění naplňuje indikátor na základě vážnosti. Když je indikátor plný, přemění se automaticky v Šikai, malý skalpel. Ten dokáže vystřelit veškeré pohlcené poškození v jedné devastující vlně rudé energie.

| Jméno:      | Hanataró Jamada (山田花太郎, Jamada Hanataró) |
| ----------- | --------------------------------------------- |
| Narozeniny: | 1. dubna                                      |
| Výška:      | 5'0"/ 153 cm                                  |
| Váha:       | 99 lbs/ 45 kg                                 |
| Afilace:    | Gotei 13, čtvrtá jednotka                     |
| Zanpakutō:  |                                               |
| Shikai:     | Hisagomaru                                    |
| Bankai:     | Dosud nedosaženo                              |

##### Pátá jednotka

###### Kapitán páté jednotky
- Sósuke Aizen (藍染惣右介, Aizen Sósuke) – bývalý kapitán 5. jednotky. Na první pohled nebojovný, zádumčivý a starostlivý muž, ve skutečnosti nebezpečný sociopat a obratný manipulátor. Navenek zachovává fasádu přátelského chlapíka, přitom ale zneužívá všechny kolem sebe pro své pletichy. Jeho Zanpakutó se jmenuje Kjóka Suigetsu a má schopnost dokonalé iluze, která působí na všechny smysly. Tuto schopnost ale vždy skrýval.

| Jméno:      | Sósuke Aizen (藍染惣右介, Aizen Sósuke) |
| ----------- | --------------------------------------- |
| Narozeniny: | 29. května                              |
| Výška:      | 6'1"/ 186 cm                            |
| Váha:       | 163 lbs/ 74 kg                          |
| Afilace:    | -                                       |
| Zanpakutō:  |                                         |
| Shikai:     | Kyōka Suigetsu                          |
| Bankai:     | Neznámý                                 |

- Shinji Hirako (平子 真子, Hirako Shinji ) je kapitán 5. divize v Gotei 13 . Jeho poručík je Momo Hinamori . Sloužil také jako náborář a de facto vůdce Visored . Byl také kapitánem před více než 100 lety před svým vyhnanstvím a byl znovu dosazen na své staré místo někdy po bitvě proti Sōsuke Aizenovi

| Jméno:      | Shinji Hirako (平子 真子, Hirako Shinji ) |
| ----------- | ----------------------------------------- |
| Narozeniny: | 10. května                                |
| Výška:      | 5'9½"/ 176 cm                             |
| Váha:       | 132,28 lbs/ 60 kg                         |
| Afilace:    | Gotei 13, pátá jednotka                   |
| Zanpakutō:  |                                           |
| Shikai:     | Sakanade                                  |
| Bankai:     | Sakašima Jokošima Happōfusagari           |

Jeho zástupkyní je Momo Hinamori, která je mu oddána celou svou duší. Je to mírná a citlivá dívka a pro svého kapitána by udělala cokoli. Vyrůstala s kapitánem 10. jednotky Hicugajou a oba jsou si dosud velmi blízcí. Její zanpakutó se jmenuje Tobiume a vystřeluje ohnivé koule.
| Jméno:      | Momo Hinamori (雛森 桃, Hinamori Momo ) |
| ----------- | --------------------------------------- |
| Narozeniny: | 3. června                               |
| Výška:      | 4'11½"/ 151 cm                          |
| Váha:       | 86 lbs/ 39 kg                           |
| Afilace:    | Gotei 13, pátá jednotka                 |
| Zanpakutō:  |                                         |
| Shikai:     | Tobiume                                 |
| Bankai:     | Dosud nedosaženo                        |

##### Šestá jednotka

###### Kapitán šesté jednotky
- Bjakuja Kučiki (朽木白哉, Kučiki Bjakuja) – kapitán 6. jednotky. Mlčenlivý a vždy smrtelně vážný muž, jehož arogance je sice rozčilující, nicméně vzhledem k jeho schopnostem vlastně i oprávněná. Je hlavou vysoce postavené šlechtické rodiny a je považován za jednoho z nejsilnějších šinigami. Je adoptivním bratrem Rukie Kučiki. Jeho zanpakutó je Senbonzakura, která se v Šikai mění na tisíc miniaturních čepelí, které jsou nesmírně ostré a nesmírně rychlé. Jeho bankai, Senbonzakura Kagejoši, jich vyvolá několik miliónů a má několik forem. Senkej sformuje všechny čepele do tisíců zářících mečů, které obklopí Bjakuju a jeho nepřítele v kruhové aréně o čtyřech řadách. Každý meč je nesmírně ostrý. Bjakuja tuto formu označuje za "Pravou formu Senbonzakury" a použije ji jen pokud chce protivníka zabít vlastníma rukama. Gókei vytvoří z čepelí sféru kolem protivníka, která se zbortí do sebe, čímž způsobí mohutný výbuch a zničí protivníka. Šúkei Hakuteiken koncentruje všech několik miliónů čepelí do jediného nepředstavitelně ostrého meče, který z extrémního reiacu vytváří za Bjakujou bílá křídla.

| Jméno:      | Bjakuja Kučiki (朽木白哉, Kučiki Bjakuja) |
| ----------- | ----------------------------------------- |
| Narozeniny: | 31. ledna                                 |
| Výška:      | 5'11"/ 180 cm                             |
| Váha:       | 141 lbs/ 64 kg                            |
| Afilace:    | Gotei 13, šestá jednotka, Kučiki klan     |
| Zanpakutō:  |                                           |
| Shikai:     | Senbonzakura                              |
| Bankai:     | Senbonzakura Kageyoshi                    |

###### Poručík šesté jednotky
- Jeho zástupce je Rendži Abarai. Podobně jako Ičigo je impulzivní, neomalený a rád se pere. Zároveň je to však oddaný a obětavý přítel. Ičigo s Rendžim jsou věční rivalové a úsloví „mají se k sobě jako pes a kočka“ na ně sedí jako ulité. Rendži je nejlepší přítel Rukie už od doby, kdy společně vyrůstali v severním Rukongadži. Jeho Zanpakutó je Zabimaru, který se v Šikai skládá z šesti segmentů s trny. Segmenty jsou propojené dlouhým kabelem a mohou se tak rozpojit a prodloužit do obrovské délky. Jeho Bankai, Sóó Zabimaru koncentruje obrovskou sílu do malé formy. Renji v této formě získá hadí lebku s čepelí na pravém zápěstí a kostěnou ruku pokrytou srstí na levé ruce. Kostěná ruka má obrovskou sílu, čepel může získat ostny podobné jeho Šikai a hadí lebka může vystřelit obrovské množství spirituální energie a usmažit tak protivníka zblízka.

| Jméno:      | Rendži Abarai (阿散井 恋次, Abarai Renji ) |
| ----------- | ------------------------------------------ |
| Narozeniny: | 31. srpna                                  |
| Výška:      | 6'2"/ 188 cm                               |
| Váha:       | 172 lbs/ 78 kg                             |
| Afilace:    | Gotei 13, šestá jednotka                   |
| Zanpakutō:  |                                            |
| Shikai:     | Zabimaru                                   |
| Bankai:     | Sōō Zabimaru                               |

##### Sedmá jednotka

###### Kapitán sedmé jednotky
- Sadžin Komamura (狛村左陣, Komamura Sadžin) – bývalý kapitán 7. jednotky, jenž si zakládá na spravedlnosti. Jeho vzrůst je opravdu gigantický a do doby, než zápasil s kapitánem 11. jednotky Zarakim, nosil na hlavě těžkou helmu, která měla zakrývat jeho pravou podobu. Komamura totiž není člověk, ale jakási psovitá šelma humanoidního vzhledu. Jeho Zanpakutó se jmenuje Tenken. V Šikai vytváří projekci ruky držící meč, či nohy, která následuje Komamurovy pohyby. Tento meč má obrovskou sílu a dokáže rozpůlit celou budovu. Jeho Bankai, Kokudžó Tengen Mjóó, vytváří obrovského bojovníka, který následuje Komamurovy pohyby. Je-li poškozen, Komamura je zraněn. Je-li Komamura vyléčen, je obnoveno i Bankai, čímž je toto Bankai unikátní.

| Jméno:      | Sadžin Komamura (狛村左陣, Komamura Sadžin) |
| ----------- | ------------------------------------------- |
| Narozeniny: | 23. srpna                                   |
| Výška:      | 9'5½"/ 288 cm                               |
| Váha:       | 662 lbs/ 301 kg                             |
| Afilace:    | Gotei 13, sedmá jednotka                    |
| Zanpakutō:  |                                             |
| Shikai:     | Tenken                                      |
| Bankai:     | Kokujō Tengen Myō'ō                         |

- Tetsuzaemon Iba (射場 鉄左衛門, Iba Tetsuzaemon ) je kapitán 7. divize Gotei 13 . Jeho poručík je Atau Rindō . Dříve byl poručíkem 7. divize pod velením kapitána Sajina Komamuru .

| Jméno:      | Tetsuzaemon Iba (射場 鉄左衛門, Iba Tetsuzaemon ) |
| ----------- | ------------------------------------------------- |
| Narozeniny: | 18. července                                      |
| Výška:      | 5'11½"/ 182 cm                                    |
| Váha:       | 150 lbs/ 68 kg                                    |
| Afilace:    | Gotei 13, sedmá jednotka                          |
| Zanpakutō:  |                                                   |
| Shikai:     | Neznámý                                           |
| Bankai:     | Neznámý                                           |

###### Poručík 7. jednotky
- Atau Rindō (輪堂与ウ, Rindō Atau ) je poručík 7. divize Gotei 13 pod velením kapitána Tetsuzaemona Iba .

| Jméno:      | Atau Rindō (輪堂与ウ, Rindō Atau ) |
| ----------- | ---------------------------------- |
| Narozeniny: | -                                  |
| Výška:      | -                                  |
| Váha:       | -                                  |
| Afilace:    | Gotei 13, sedmá jednotka           |
| Zanpakutō:  |                                    |
| Shikai:     | Nejmenovaný                        |
| Bankai:     | Dosud nedosaženo                   |

##### Osmá jednotka

###### Kapitán osmé jednotky
- Šunsui Kjóraku (京楽春水, Kjóraku Šunsui) – bývalý kapitán 8. jednotky, který nápadně připomíná hippíka. Také se tak chová – kytičky, pohoda, klídek, žádný spěch, prostě pohodář. Tedy dokud se nezačne dít něco vážného, to pak jdou všechny žerty stranou. Kjóraku se často vyskytuje ve společnosti svého nejlepšího přítele, kapitána Ukitakeho. Oba jsou hned po kapitánech Jamamotovi a Unohaně nejstaršími kapitány třinácti jednotek. Jeho Zanpakutó se jmenuje Katen Kjókotsu. Má podobu dvou velkých stylizovaných šavlí a dokáže přivést různé dětské hry k životu. Katen Kjókotsu vybírá pravidla a všichni v dosahu Reiatsu podle nich musí hrát. Kdo vyhraje, žije, kdo prohraje, zemře. Jeho Bankai se jmenuje Katen Kjókotsu: Kuromatsu Šindžu, při vyvolání ponoří všechny ve velké oblasti do aury pochmurnosti. Kuromatsu Šindžu přivádí na svět různé divadelní hry.
- Lisa Yadōmaru (矢胴丸リサ, Yadōmaru Risa ) je Visored a současná kapitánka 8. divize . Její poručík je Yuyu Yayahara . Je to bývalá poručík 8. divize pod velením kapitána Shunsui Kyōraku .

| Jméno:      | Lisa Yadōmaru (矢胴丸リサ, Yadōmaru Risa ) |
| ----------- | ------------------------------------------ |
| Narozeniny: | 3. února                                   |
| Výška:      | 5'4"/ 162 cm                               |
| Váha:       | 114 lbs/ 52 kg                             |
| Afilace:    | Gotei 13, osmá jednotka                    |
| Zanpakutō:  |                                            |
| Shikai:     | Haguro Tonbo                               |
| Bankai:     | Neodhaleno                                 |

###### Poručík osmé jednotky
Yuyu Yayahara (八々原熊如, Yayahara Yuyu ) je poručík 8. divize Gotei 13 pod velením kapitána Lisy Yadōmaru .
| Jméno:      | Yuyu Yayahara (八々原熊如, Yayahara Yuyu ) |
| ----------- | ------------------------------------------ |
| Narozeniny: | -                                          |
| Výška:      | -                                          |
| Váha:       | -                                          |
| Afilace:    | Gotei 13, osmá jednotka                    |
| Zanpakutō:  |                                            |
| Shikai:     | Neznámý                                    |
| Bankai:     | Dosud nedosaženo                           |

##### Devátá jednotka

###### Kapitán deváté jednotky
- Kaname Tósen (東仙要, Tósen Kaname) – bývalý slepý kapitán 9. jednotky, který se stal Šinigamim, protože přestal věřit ve spravedlnost, a doufal, že ji takto znovu nalezne. Jeho zanpakutó je Suzumuši, které je unikátní tím, že má ze všech známých Zanpakutó nejvíce forem vyvolání. V první formě Šikai, Suzumuši, meč nemění formu, ale vydá vysoký tón, který omráčí nepřátele. Druhá forma Šikai je Suzumuši Nišiki: Benihiko, která vibracemi meče vytvoří velké množství čepelí, které pošle na nepřítele. Jeho Bankai, Suzumuši Tsuijšiki: Enma Kórogi, vytvoří obrovskou kopuli, ve které nefunguje zrak, čich, sluch, ani Rejkaku nikomu kromě toho, kdo drží meč Suzumuši. Jakožto hybrid Šinigami-Hollow má i Resurrección, Suzumuši Hjakušiki, Grillar Grilló. V této formě se Tósen přemění do obrovského čtyřrukého hmyzího monstra s černou srstí, schopnosti Hollow a funkčníma očima.

| Jméno:        | Kaname Tósen (東仙要, Tósen Kaname)      |
| ------------- | ---------------------------------------- |
| Narozeniny:   | 13. listopadu                            |
| Výška:        | 5'9½"/ 176 cm                            |
| Váha:         | 134 lbs/ 61 kg                           |
| Afilace:      | Gotei 13, deváttá jednotka, Aizen Sósuke |
| Zanpakutō:    |                                          |
| Shikai:       | Suzumushi                                |
| Bankai:       | Suzumushi Tsuishiki: Enma Kōrogi         |
| Resurrección: | Suzumushi Hyakushiki: Grillar Grillo     |

- Kensei Muguruma (六車 拳西, Muguruma Kensei ) je kapitán 9. divize v Gotei 13 . Jeho poručíci jsou Shūhei Hisagi a Mashiro Kuna . On je Visored . Byl také kapitánem před více než 100 lety před svým vyhnanstvím a po bitvě proti Sōsuke Aizenovi byl znovu dosazen na své staré místo .

| Jméno:      | Kensei Muguruma (六車 拳西, Muguruma Kensei ) |
| ----------- | --------------------------------------------- |
| Narozeniny: | 30. července                                  |
| Výška:      | 5'10½"/ 179 cm                                |
| Váha:       | 165 lbs/ 75 kg                                |
| Afilace:    | Gotei 13, devátá jednotka, Visoredi           |
| Zanpakutō:  |                                               |
| Shikai:     | Tachikaze                                     |
| Bankai:     | Tekken Tachikaze                              |

###### Poručík deváté divize
- Kenseiův zástupce je Šúhei Hisagi, kterému Kensei v dětství zachránil život. Šúhei je spoluporučík 9. divize , dříve pod velením kapitána Kaname Tōsen a v současnosti pod kapitánem Kensei Muguruma . Svou pozici sdílí s Mashiro Kuna . Jeho Zanpakutó je Kazešini, který v Šikai vypadá jako dvě kosy spojené řetězem. Hisagi Kazešiniho nemá rád, tvrdí, že je to kvůli jeho tvaru – že vypadá, jako by chtěl brát životy.

| Jméno:      | Shūhei Hisagi (檜佐木 修兵, Hisagi Shūhei ) |
| ----------- | ------------------------------------------- |
| Narozeniny: | 14. srpna                                   |
| Výška:      | 5'11½"/ 181 cm                              |
| Váha:       | 148 lbs/ 67 kg                              |
| Afilace:    | Gotei 13, devátá jednotka                   |
| Zanpakutō:  |                                             |
| Shikai:     | Kazeshini                                   |
| Bankai:     | Fushi no Kōjō (CFYOW)                       |

- Mashiro Kuna (久南 白, Kuna Mashiro ) je spoluporučík 9. divize , v současné době pod Kensei Muguruma a v současné době je i členem Visoredů . Její zanpaktó je neznámé.

| Jméno:      | Mashiro Kuna (久南 白, Kuna Mashiro ) |
| ----------- | ------------------------------------- |
| Narozeniny: | 1. dubna                              |
| Výška:      | 5'0"/ 153 cm                          |
| Váha:       | 97 lbs/ 44 kg                         |
| Afilace:    | Gotei 13, devátá jednotka, Visoredi   |
| Zanpakutō:  |                                       |
| Shikai:     | Neznámý                               |
| Bankai:     | Dosud nedosaženo                      |

##### Désátá jednotka

###### Kapitán desáté jednotky
- Tóširó Hicugaja (日番谷冬獅郎, Hicugaja Tóširó) – kapitán 10. jednotky, na první pohled nápadný svým malým vzrůstem. Stal se šinigamim už jako malý chlapec a nesmírně rychle se vypracoval až na pozici kapitána. Je nejmladší osobou, která kdy získala kapitánskou hodnost, a proto je mnohými označován za génia. Patří mezi nejsilnější šinigami v celém Soul Society a jeho zanpakutó s názvem Hjórinmaru je nejmocnější ze všech existujících ledových Zanpakutó. V Šikai vytváří obrovského čínského draka z ledu, který zmrazí cokoliv, čeho se dotkne. Jeho obrovské reiacu ovlivňuje počasí. Jeho bankai, Daiguren Hjórinmaru, dá Hicugajovi ledová křídla, spáry, ocas a schopnost vytvářet a ovládat obrovské množství ledu. Přes svůj dětský vzhled (ačkoli ve skutečnosti je mnohem starší, než vypadá) se Hicugaja chová velmi vážně a zodpovědně, což značně kontrastuje s vystupováním jeho zástupkyně.

| Jméno:      | Tóširó Hicugaja (日番谷冬獅郎, Hicugaja Tóširó) |
| ----------- | ----------------------------------------------- |
| Narozeniny: | 20. prosince                                    |
| Výška:      | 4'4½"/ 134 cm                                   |
| Váha:       | 62 lbs/ 28 kg                                   |
| Afilace:    | Gotei 13, desátá jednotka                       |
| Zanpakutō:  |                                                 |
| Shikai:     | Hyōrinmaru                                      |
| Bankai:     | Daiguren Hyōrinmaru                             |

###### Poručík desáté jednotky
- Jeho zástupkyně Rangiku Macumoto je pohledná vysoká blondýna s velkými ňadry, která vypadá jako splněný sen každého puberťáka. Je velmi volnomyšlenkářská a před plněním pracovních povinností dává přednost pití saké, nakupování, návštěvám lázní a jiným zábavným aktivitám. Jakmile však jde do tuhého, jedná velmi profesionálně. Její zanpakutó je Haineko, která se v Šikai rozpouští do oblaku popela, který obklopí nepřítele a umožňuje Rangiku pořezat cokoliv, na čem popel přistane.

| Jméno:      | Rangiku Matsumoto (松本 乱菊, Matsumoto Rangiku ) |
| ----------- | ------------------------------------------------- |
| Narozeniny: | 29. září                                          |
| Výška:      | 5'7½"/ 172 cm                                     |
| Váha:       | 126 lbs/ 57 kg                                    |
| Afilace:    | Gotei 13, desátá jednotka                         |
| Zanpakutō:  |                                                   |
| Shikai:     | Haineko                                           |
| Bankai:     | Dosud nedosaženo                                  |

##### Jedenáctá jednotka

###### Kapitán jedenácté jednotky
- Kenpači Zaraki (更木剣八, Zaraki Kenpači) – kapitán 11. jednotky. Jako jediný ze všech kapitánů nedokáže vyvolat Bankai Je ale neskutečně silný i bez toho, patří mezi nejsilnější Šinigami. Miluje boj, a aby si jej mohl opravdu užít, je dokonce ochoten soupeře zvýhodňovat a svoje síly tlumit. Jeho Zanpakutó, Nozaraši, se přeměňuje do zbraně podobné obrovskému sekáčku. Sečná síla Šikai je tak obrovská, že dokáže zničit meteorit jediným útokem, či sekat skrz samotný prostor.

| Jméno:      | Kenpači Zaraki (更木剣八, Zaraki Kenpači) |
| ----------- | ----------------------------------------- |
| Narozeniny: | 19. listopadu                             |
| Výška:      | 6'7½"/ 202 cm                             |
| Váha:       | 198 lbs/ 90 kg                            |
| Afilace:    | Gotei 13, jedenáctá jednotka              |
| Zanpakutō:  |                                           |
| Shikai:     | Nozarashi                                 |
| Bankai:     | Nejmenovaný                               |

###### Poručík jedenácté jednotky
Jeho bývalá zástupkyně je Jačiru Kusadžiši, malá holčička s růžovými vlasy, která má ve zvyku všechny oslovovat zdrobnělinami nebo jim dávat směšné přezdívky (příkladem je Kenpačiho přezdívka "Keníček"). Obvykle sedí Kenpačimu na rameni. Její Zanpakutó, Sanpó Kendžu, ve svém Šikai přivolá dvě bytosti (které dle Jačiru mohou být viditelné i neviditelné), které svými dlouhými zbraněmi následují její krátký meč, jedna zbraň před Jačiru a jedna za ní. Díky tomu má Sanpó Kendžu mnohem větší dosah a využívá momentu překvapení.
| Jméno:      | Yachiru Kusajishi (草鹿 やちる, Kusajishi Yachiru ) |
| ----------- | --------------------------------------------------- |
| Narozeniny: | 12. února                                           |
| Výška:      | 3'7"/ 109 cm                                        |
| Váha:       | 34 lbs/ 15,5 kg                                     |
| Afilace:    | Gotei 13, jedenáctá jednotka                        |
| Zanpakutō:  |                                                     |
| Shikai:     | Sanpo Kenju                                         |
| Bankai:     | Dosud nedosaženo                                    |

- Ikkaku Madarame (斑目一角, Madarame Ikkaku) – holohlavý poručík 11. jednotky. Byl prvním šinigamim, se kterým měl Ičigo tu čest ve Soul Society bojovat, a později se stal jedním z jeho přátel. Jeho Zanpakutó se jmenuje Hózukimaru a v Šikai tvoří naginata, které se umí rozdělit na tři části spojené řetězem. Jeho Bankai se jmenuje Rjúmon Hózukimaru a tvoří dvě obrovské čepele připojené řetězem k hlavní čepeli s čínským drakem. Tento drak postupně červená v souvislosti s tím, kolik síly Bankai vytváří. Tato síla se zvyšuje s poškozením které Ikkaku způsobí, nebo utrpí. Jeho Bankai je sice dosti křehké, ale je to surová sečná síla. Ikkaku Bankai nerad používá, protože se bojí, že kdyby ho používal, musel by být kapitán.

| Jméno:      | Ikkaku Madarame (斑目一角, Madarame Ikkaku) |
| ----------- | ------------------------------------------- |
| Narozeniny: | 9. listopadu                                |
| Výška:      | 6'0"/ 182 cm                                |
| Váha:       | 168 lbs/ 76 kg                              |
| Afilace:    | Gotei 13, jedenáctá jednotka                |
| Zanpakutō:  |                                             |
| Shikai:     | Hōzukimaru                                  |
| Bankai:     | Ryūmon Hōzukimaru                           |

- Jumičika Ajasegawa (綾瀬川弓親, Ajasegawa Jumičika) – bývalý pátý důstojník a aktuální třetí důstojník 11. jednotky, který si velmi zakládá na kráse. Jeho nejlepším přítelem je jeho kolega Ikkaku. Jeho zanpakutó se jmenuje Ruri'iro Kudžaku a vytváří zářící úponky, které omotají nepřítele a vysají jeho Reiatsu, čímž ho zabijí. Jumičika ale schopnosti svého meče skrývá, protože v 11. jednotce jsou jen Šinigami, kteří mají jen Bojové Zanpakutó. Proto svůj Šikai vyvolává jako Fudži Kudžaku, kdy se jeho meč změní v srp se čtyřmi čepelemi.

| Jméno:      | Jumičika Ajasegawa (綾瀬川弓親, Ayasegawa Yumichika) |
| ----------- | ---------------------------------------------------- |
| Narozeniny: | 19. září                                             |
| Výška:      | 5'6½"/ 169 cm                                        |
| Váha:       | 130 lbs/ 59 kg                                       |
| Afilace:    | Gotei 13, jedenáctá jednotka                         |
| Zanpakutō:  |                                                      |
| Shikai:     | Ruri'iro Kujaku                                      |
| Bankai:     | Dosud nedosaženo                                     |

- Makizó Aramaki (荒巻真木造, Aramaki Makizó) – člen 11. jednotky přezdívaný Maki-Maki (tuto přezdívku získal od zástupkyně Jačiru). Poprvé se s ním setkáváme ve chvíli, kdy kapitán 12. jednotky Majuri přichystá léčku na Urjúa a Orihime. Makizó je v té chvíli sice značně podroušen díky saké, ale nastalá situace mu dovolí reagovat velmi rychle. Od této chvíle se v příběhu objevuje ve skupince kolem kapitána 11. jednotky Zarakiho.

| Jméno:      | Makizō Aramaki (荒巻真木造, Aramaki Makizō ) |
| ----------- | -------------------------------------------- |
| Narozeniny: | 14. dubna                                    |
| Výška:      | -                                            |
| Váha:       | -                                            |
| Afilace:    | Gotei 13, jedenáctá jednotka                 |
| Zanpakutō:  |                                              |
| Shikai:     | Neznámý                                      |
| Bankai:     | Dosud nedosaženo                             |

##### Dvanáctá jednotka

###### Kapitán dvanácté jednotky
- Majuri Kurocuči (涅マユリ, Kurocuči Majuri) – kapitán 12. jednotky. Psychopat posedlý svou prací vedoucího vědeckého oddělení, při které neváhá jít přes mrtvoly – doslova. Je génius, který vynalezl spoustu zbraní a vylepšení. Jeho schopnosti přesahují logiku, kdy je schopen během pár minut nahradit všechny své vnitřnosti maketami a stále fungovat i při jejich zničení. Při svých výzkumech se chová podobně jako nacistický doktor Mengele a drtivá většina jeho „pokusných králíků“ jeho bezohledné počínání nepřežije. Jeho Zanpakutó je Ašisogi Džizó, která v Šikai bere podobu zlatého trojzubce s dětskou hlavou na rukojeti své zapečetěné formy. V této formě dokáže bodnutím zabránit funkčnosti končetin svých nepřátel, či je dokonale paralyzovat hlasitým řevem dítěte. Původní Bankai, Kondžiki Ašisogi Džizó, bylo obrovské žluté dítě s tělem housenky a železnou svatozáří se zvonky. Tato forma má obrovskou sílu, může rozdrtit nepřítele svými čepelemi vycházejícími z hrudi, zničit sama sebe ovládne-li jí nepřítel a také vydává smrtící jed. Majuri své Bankai modifikoval. Jeho nová forma, Mataj Fukujin Šótai, má podobu obrovského tmavého dítěte s rohy, ležícího na velké hromadě pupečních šňur. Z břicha Bankai se může "narodit" Kondžiki Ašisogi Džizó, které má přesně takové vlastnosti, které mu Majuri naprogramuje. Díky tomu se může efektivně přizpůsobit schopnostem nepřítele.

| Jméno:      | Mayuri Kurotsuchi (涅 マユリ, Kurotsuchi Mayuri ) |
| ----------- | ------------------------------------------------- |
| Narozeniny: | 30. března                                        |
| Výška:      | 5'8½"/ 174 cm                                     |
| Váha:       | 119 lbs/ 54 kg                                    |
| Afilace:    | Gotei 13, dvanáctá jednotka                       |
| Zanpakutō:  |                                                   |
| Shikai:     | Ashisogi Jizō                                     |
| Bankai:     | Konjiki Ashisogi Jizō                             |

###### Poručík dvanácté jednotky
Kurocučiho zástupkyní je Nemu Kurocuči, umělá bytost, kterou sám vytvořil a která svého „otce“ poslouchá na slovo. Její kapitán v ní skladuje různé jedy a léky. Její tělo je modifikované, dokáže přežít spoustu smrtelných zranění a využije-li většinu svého duševního potenciálu, získá obrovskou sílu a rychlost. Její zanpakutó je neznámá.
| Jméno:      | Nemu Kurotsuchi (涅ネム, Kurotsuchi Nemu ) |
| ----------- | ------------------------------------------ |
| Narozeniny: | 30. března                                 |
| Výška:      | 5'6"/ 167 cm                               |
| Váha:       | 114 lbs/ 52 kg                             |
| Afilace:    | Gotei 13, dvanáctá jednotka                |
| Zanpakutō:  |                                            |
| Shikai:     | -                                          |
| Bankai:     | -                                          |

##### Třináctá jednotka

###### Kapitán třináctéé jednotky
- Džúširó Ukitake (浮竹十四郎, Ukitake Džúširó) – kapitán 13. jednotky. Čestný a loajální muž, velmi oblíbený mezi svými kolegy i podřízenými. Celý život trpí vážnou chorobou, která se projevuje vykašláváním krve (zřejmě se tedy jedná o tuberkulózu), což je obzvlášť nepříjemné během souboje. Jeho zanpakutó je dvojitá a jmenuje se Sógjo no Kotowari. Dokáže pohltit útok nepřítele a vyslat jej zpět s větší silou. Ukitakeho dlouholetým velkým přítelem je kapitán 8. jednotky Šunsui Kjóraku.

| Jméno:      | Džúširó Ukitake (浮竹十四郎, Ukitake Džúširó) |
| ----------- | --------------------------------------------- |
| Narozeniny: | 21. prosince                                  |
| Výška:      | 6'1½"/ 187 cm                                 |
| Váha:       | 158 lbs/ 72 kg                                |
| Afilace:    |                                               |
| Zanpakutō:  |                                               |
| Shikai:     | Sōgyo no Kotowari                             |
| Bankai:     | Neznámý                                       |

###### Poručík třinácté jednotky
- Od smrti svého posledního zástupce Kaiena Šiby nejmenoval Ukitake žádného nového zástupce a o pracovní povinnosti spojené s touto pozicí se dělili další dva důstojníci 13. jednotky, Sentaró Kocubaki a Kijone Kotecu, sestra kapitánky 4. jednotky Isane.
- Rukia Kučiki (朽木ルキア, Kučiki Rukia) – řadová členka 13. jednotky bez důstojnické hodnosti. Adoptivní sestra kapitána Bjakuji Kučikiho. Dává si za vinu smrt svého podkapitána, kterého velmi obdivovala. Její zanpakutó je ledová a jmenuje se Sode no Širajuki. Říká se o ní, že je to nejkrásnější zanpakutó ve Společenství duší.

### Espada
- Coyote Starrk – číslo 1. Je klidný a trochu líný, dost se podobá kapitánovi 8. jednotky Kyourakovi. Je druhý nejsilnější Espada, ale není vedoucí typ a velení přenechává Baragganovi. Jeho fraccion byla Lylinette, ale později se ukázalo, že jsou oba jednou osobou. Jeho zanpakutó se jmenuje Los Lobos, mění se ve dvě pistole a zároveň umí vytvořit vlky, kteří pronásledují nepřítele a u něj vybuchnou. Svoje číslo má vytetované na hřbetu levé ruky.

- Baraggan Luisenbarn – číslo 2., bývalý král Hueco Munda. Dá se snadno rozzuřit, je krutý a hrdý. Má několik fraccionů, kteří jsou mu naprosto oddaní. Jeho zanpakutó se jmenuje Arrogante, má tvar sekery a umí ovládat stárnutí. Čeho se útok dotkne, to zestárne a zmizí.

- Hallibel Tia – číslo 3 a jediná žena v Espadě. Většinou moc nemluví, ale je velmi chytrá a vnímavá. Má smysl pro spravedlnost a jako jedné z mála jí záleží na jejích fraccionech. Má číslo vytetované na hrudi. Její zanpakutó se jmenuje Tiburón a má schopnost ovládat vodu. Má tři fraccionky.

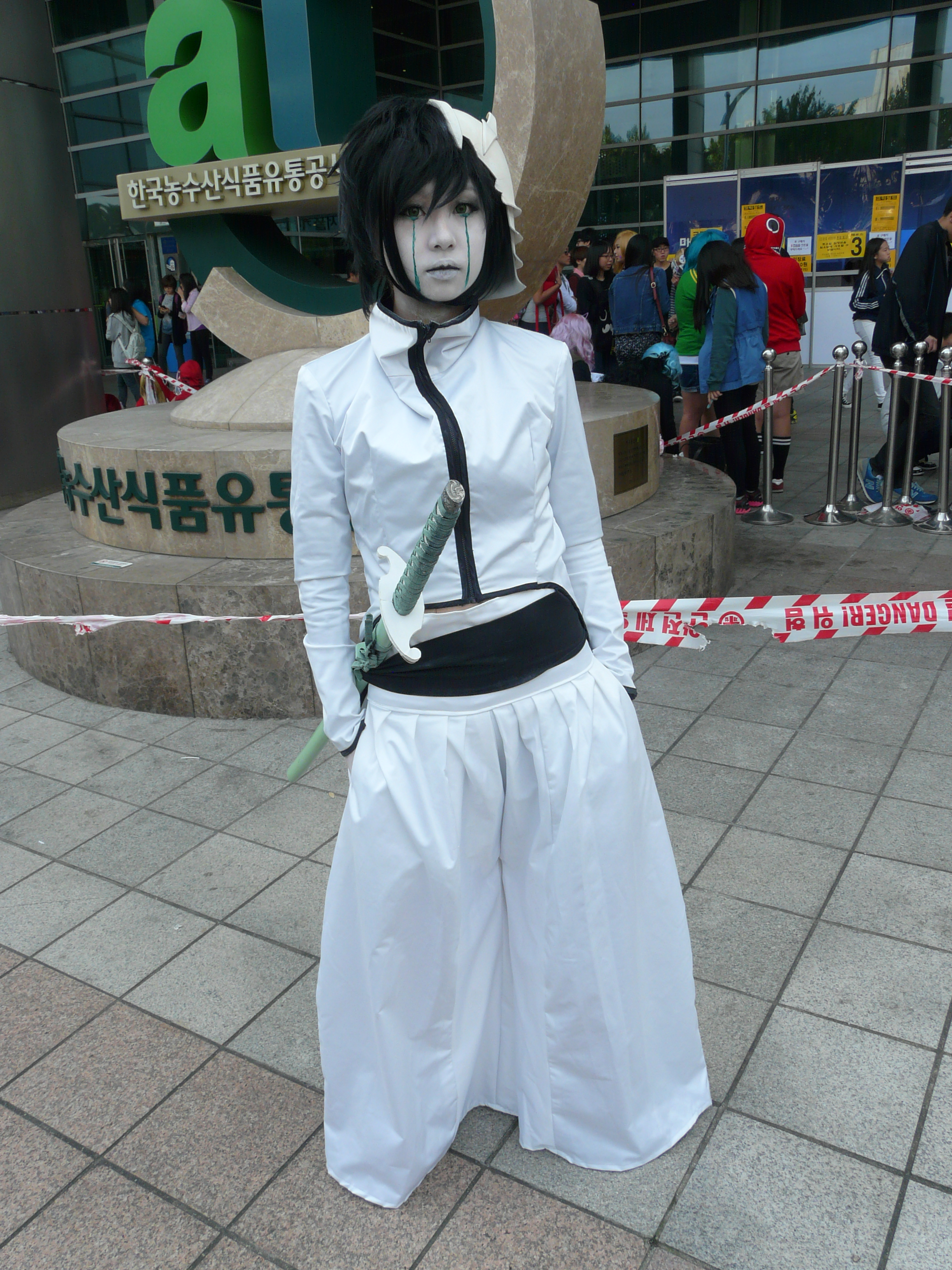
Cosplay Ulquiorry

- Ulquiorra Schiffer – číslo 4. Je naprosto lhostejný a nemá žádné pocity (nebo se tak alespoň tváří) a většinu lidí považuje za odpad. Bojuje pouze když musí, ale je velice silný. Jako jediná Espada dosáhl druhého stupně uvolnění meče. Jeho zanpakutó je Murciélago a když ji uvolní, narostou mu netopýří křídla. Má číslo na levé části hrudi.

- Nnoitra Giruga – číslo 5. Je velice vysoký a krutý, miluje boj a čest mu nic neříká. Má číslo vytetované na jazyku. Chce být a považuje se za nejsilnějšího Espádu. Jeho zanpakutó je Santa Teresa, díky které mu naroste šest paží a v každé má zbraň.

- Grimmjow Jaegerjaquez – číslo 6. Neustále se buď šíleně šklebí, nebo zuří. Má ale smysl pro férovost, i když jeho chování vůči ženám není až tak ideální. Aizena moc neuznává a rád si dělá, co chce. Jeho zanpakutó je Pantera, díky které se mění na pantera. Má číslo vytetované na zádech.

- Zommari Leroux – číslo 7. Je tichý, nemluvný, docela namyšlený a nenávidí šinigami. Jeho zanpakutó se jmenuje Brujería. Když ji uvolní, vytvoří na něm monstrózní obal a na něm 50 očí. Jeho schopnost spočívá v tom, že jedno jeho oko dokáže ovládnout jednu část těla nepřítele.

- Szayel Aporro Granz – číslo 8. Šílený vědátor, který si o sobě myslí, že je dokonalý a rád si se svými oběťmi hraje. Je velmi inteligentní, ale má dosti kruté způsoby. Jeho zanpakutó je Fornicarás, po jejímž uvolnění mu narostou čtyři dlouhá, hubená křídla, díky kterým dokáže vytvářet voodoo panenky. Také má schopnost vytvářet klony nepřítele, či vysát protivníkovu životní energii a znovu se z ní narodit.

- Aaroniero Arruruerie – číslo 9. Na krku mu sedí nádoba s tekutinou, v níž jsou dvě hlavy, obě mají na sobě vytetované číslo pozice v Espádě. Každá má jinou osobnost. Jeho schopností je pohlcovat jiné Hollow a získávat tak jejich schopnosti. Je poměrně unáhlený a neopatrný a jako většina postav i přehnaně sebevědomý. Jeho Zanpakutó se jmenuje Glotonería.

- Yammy Ryialgo – číslo 10. Má problémy se sebekontrolou, je relativně hloupý a surový. Tetování má na levém rameni, ale když uvolní svoji zanpakutó, změní se 10 na 0 a je z něj nejsilnější Espada. Obdivuje Ulquiorru. Jeho zanpakutó se jmenuje Ira.

### Ostatní Arrancaři
- Nelliel tu Oderschvank – bývalá Espada 3, kterou kdysi Nnoitra ve spolupráci se Szayelem lstí porazili a vyhodili z Las Noches. Ztratila všechny vzpomínky a změnila se v dítě, ale později se na chvíli vrátila do původní podoby. Je spravedlivá a na rozdíl od většiny ostatních Arrankarů relativně hodná. Doprovází jí její dva fraccioni. Tetování má na zádech. Její zanpakutó se jmenuje Gamuza.

- Luppi Antenor – bývalý Espada 6, poté co Tousen usekl ruku Grimmjoowi se stal Espadou č.6, když přišla Orihime do Hueca Munda, zahojila Grimmjoowi ruku a taky jizvu, kterou bylo překryto jeho číslo a tak Grimmjow Luppiho zabil. Jeho zanpakutó je Trepadora.

### Rodina Šiba
- Gandžú Šiba – nejmladší člen rodiny Šibů. Nenávidí šinigami, protože jeden z nich zabil jeho staršího bratra Kaiena, který byl sám šinigami. Po příchodu Ičiga do Soul Society se i přes počáteční neshody přidává k jeho skupině a pomáhá zachránit Rukiu. Snaží se také zjistit okolnosti Kaienovy smrti a případně bratra pomstít.

- Kuukaku Šiba – šéfka rodiny Šibů a přítelkyně Joruiči. Živí se výrobou ohňostrojů a různých explozivních směsí, což je zároveň i její koníček. Jen díky její pomoci se Ičigova skupinka dostala do Seireitei.

- Kaien Šiba – bývalý zástupce kapitána 13. jednotky. Svou povahou i vzhledem byl velmi podobný Ičigovi. Jeho zanpakutó se jmenovala Nedžibana a uměla ovládat vodu. Kaienovo tělo ovládl silný Hollow, kterého potom zabila Rukia. Tím zemřel i Kaien. Přestože v poslední chvíli Rukii poděkoval, Rukia se s tím dodnes nevyrovnala.

### Obyvatelé světa lidí

#### Uraharův krámek
- Kisuke Urahara – zakladatel a bývalý kapitán 12. jednotky, která se věnuje vědě a výzkumu. Momentálně je ve Soul Society v nemilosti, a tak se uchýlil do exilu ve světě lidí, kde se živí jako majitel krámku s "horkým zbožím". Jeho zanpakutó se jmenuje Benihime (Karmínová princezna) a umožňuje mu vytvářet různé konstrukce rudého reiryoku.

- Tessai Cukubiši – Uraharův zaměstnanec, pomáhá mu skladovat zboží a usměrňovat Džintu a Ururu. Působí dojmem muže "od rány".

- Ururu Cumugija – dívenka pracující v Uraharově obchodě, která pomáhala trénovat Ičiga. V případě, že se na obzoru objeví trable, vytahuje opravdu efektivní kanón.

- Džinta Hanakari – chlapec pracující v Uraharově obchodě. Nezná lepší zábavu než zlobit Ururu. Jako zbraň používá baseballovou pálku.

#### Ostatní
- Tacuki Arisawa – nejlepší kamarádka Orihime. Má zálibu v karate a dokonce se účastní různých soutěží. Odmalička se přátelí také s Ičigem.

- Mizuiro Kodžima – Ičigův spolužák, který má díky svému vzhledu velké štěstí na dívky.

- Keigo Asano – Ičigův spolužák, kamarád Kodžimy. Je velmi emocionální a často tropí scény.

- Don Kanondži – spirituální médium a velmi populární televizní ikona. Má schopnost vidět duchy, bohužel díky své slávě trpí přehnaným sebevědomím a je tak trochu neřízená střela. Při setkání s Hollowem je tím pádem jeho chování nejen neuvážené, ale i nebezpečné, a nadělá víc škody než užitku.

- Kon – modifikovaná duše, uměle vytvořená pro boj s Hollowy. Vždy, když Ičigo potřebuje vystoupit ze svého těla, aby jako šinigami bojoval proti Hollowům, převezme Kon dočasně vládu jeho tělem (to by jinak vypadalo jako mrtvé). Jelikož se Konova osobnost od té Ičigovy značně liší (jediné, co ho zajímá, jsou holky), může v takových případech docházet k dost komickým situacím. Na dobu, kdy jeho služeb zrovna není zapotřebí, mu Ičigo našel jako náhradní tělo plyšového lva, ze kterého Kon není dvakrát nadšený.

## Pojmy

### Hollow
Původně lidská duše, která jako duch nebyla příliš dlouho schopna opustit reálný svět a prošla proměnou zoufalství, nebo kterou sežrali jiní Hollow. Má bílou masku a v hrudi má zející díru prázdnoty po svém lidství. Jeho domovem je paralelní svět. Do reálného světa chodí pronásledovat jiné duchy a lidi s vysokým duševním tlakem (reiatsu) a pokouší se je sežrat.
Někteří Hollow mají mnohem silnější hlad a musí požírat jiné Hollow, aby jej nasytili. Těm se říká Menos. Mají tendenci shromažďovat se a takovéto skupinky se pak spojí do jedné obrovské, primitivní bestie zvané Gillian (zvané též Menos Grande). Někteří Menos dokáží ve své skupince převážit a dát tak vzniknout inteligentnímu Gillianovi, který se dále vyvíjí požíráním ostatních Hollow v Adjuchas a vzácně pak ve Vasto Lorde. Pokud by přestal lovit Hollowy, nenávratně by se přeměnil do nemyslící bestie stvořené z četných vědomí ostatních Hollowů. Pokud je kus Menos ukousnutý jiným Menos, nemůže se dál vyvíjet.
Bývalý kapitán Aizen Sósuke je podroboval proměně připodobňující je Šinigami (až na kus masky a prázdnou díru), a těm se říká Arrancaři. Arrancaři mají Zanpakutó podobné Šinigami, ve kterém je skrytá jejich původní síla. Deset nejsilnějších z nich tvoří vůdčí skupinu zvanou Espada.

### Šinigami
Šinigami (bohové smrti) jsou speciálně vycvičení bojovníci, kteří mají za úkol posílat duchy, potulující se po světě, do Soul Society, a to i Hollow po pročištění zabitím svým mečem. Udržují tak rovnováhu duší mezi světy. Meče Šinigami se jmenují Zanpakutó (duševní ostří). Většina Šinigami se nachází v organizaci Gotei 13, která ochraňuje Seireitei a slouží jako vojenská síla.

### Zanpakutó
Zanpakutó (duševní ostří) jsou meče Šinigami. Mají vlastní osobnosti, jména a jedinečné schopnosti. Meče Zanpakutó všechny pocházejí od jednoho kováře jménem Oetsu Nimaja. Zanpakutó se vyvíjí společně se svým mistrem, získávají formu a zlepšují své schopnosti.
Běžně je Zanpakutó v zapečetěné formě. To je většinou katana, její kratší (wakizaši, tantó), nebo delší obdoby (nodači). Arrancaři mají rozmanitější formy, čítající různé zbraně (sai, chakram, obouruční meč, sekera), živé objekty (chapadlo), nebo dokonce i jiné Arrancary.
Naučí-li se Šinigami jméno svého meče, může vyvolat Šikai (počáteční uvolnění). To je základní forma, kterou ovládá většina silných Šinigami, kteří jsou na vyšších postaveních v Gotei 13. Tato forma se u každého Šinigami velmi liší, přestože je možné je klasifikovat mezi Bojové a Kidó typy. Většina Šikai je zbraň.
Finální formou Zanpakutó je Bankai (plné uvolnění). Pro získání této formy musí Šinigami trénovat mnoho let (nebo použít riskantní metodu Urahary Kisukeho). V Bankai povolá Šinigami ducha svého Zanpakutó do reálného světa a jeho síla vzroste až desetinásobně. Bankai je dosaženo pouze velmi malým množstvím Šinigami (v Bleach je takovýchto postav uvedeno zhruba 35). Jméno Bankai a jeho schopnosti se v této formě mění.
Nikdy však neexistoval Zanpakutó, který by ovládal více elementů najednou, nebo jehož schopnosti Bankai a Šikai spolu nesouvisely.
Arrancaři mají zvláštní formu uvolnění, jménem Resurrección (vracející-se čepel), která změní jejich formu a přivolá do jejich Šinigami těla zpět jejich Hollow schopnosti.

### Reiatsu
Reiatsu se dá volně přeložit jako „duševní tlak“. Ti, kteří mají duševní schopnosti jako Šinigami a Hollow, jsou schopní Reiatsu cítit a poznat, komu patří a jak je dotyčný silný. Čím větší Reiatsu, tím silnější jeho majitel. Při boji může být velmi silné Reiatsu i vidět.

### Fullbringer
Fullbringeři jsou duševné vnímaví lidé, jejichž rodiče před jejich narozením přežili útok Hollowa. To jim dává unikátní schopnost zvanou Fullbring (Umění plné manifestace). Díky podmanění duší v hmotě mohou ovládat a měnit její pohyb a formu. Mimo vysokorychlostního pohybu toto využívají především ve své Objektové afinitě. S využitím své vlastní duše přemění objekt, ke kterému mají duševní vztah, aby získali nadpřirozené schopnosti. Tyto schopnosti se různí mezi každým Fullbringerem. Fullbringeři mohou být zařaděni do různých kategorií, jediná známá je Clad-Typ (Šatový typ), kdy daný Fullbring pokrývá Fullbringerovo tělo.